# Празький метрополітен
Празьке метро (чеськ. Metro v Prazě, Pražské metro) — єдиний метрополітен Чехії, один із основних засобів транспорту в Празі і 7-й за річним пасажиропотоком серед метрополітенів Європи, зі щорічним пасажиропотоком понад 500 мільйонів пасажирів. Відкритий 9 травня 1974 року.

## Основна інформація
Празьке метро складається, на середину травня 2015, з трьох ліній, 61 станцій (серед них три вузли пересадок) та має загальну довжину ліній 65.5 км (чотири тунелі проходять під рікою Влтавою). Метрополітен працює з 4-5 годин ранку з неділі до четверга (в п'ятницю та суботу останні поїзди вирушають близько години ночі). Інтервали руху становлять від 2-5 хвилин у робочі дні до 7,5-10 у вихідні.
Максимальна швидкість, на яку розрахована система, становить 80 км/год, хоча на ділі середня швидкість (з урахуванням зупинок на станціях) у 2009 році досягала 35,5 км/год.
Метрополітеном завідує Організація громадського транспорту Праги (англ. Prague Public Transit Company Co. Inc., чеськ. Dopravní podnik hlavního města Prahy a.s.), яка також відповідальна за трамваї, автобуси, фунікулер та підвісну дорогу в зоопарку. З 1993 року до цих видів транспорту долучено приміські потяги і автобуси, а також частину паркувальних зон. Всі вони утворюють єдину систему (Pražská integrovaná doprava — PID). Ціни на транспорт залежать від зони, але метрополітен належить виключно центральній.

## Історія

### Планування

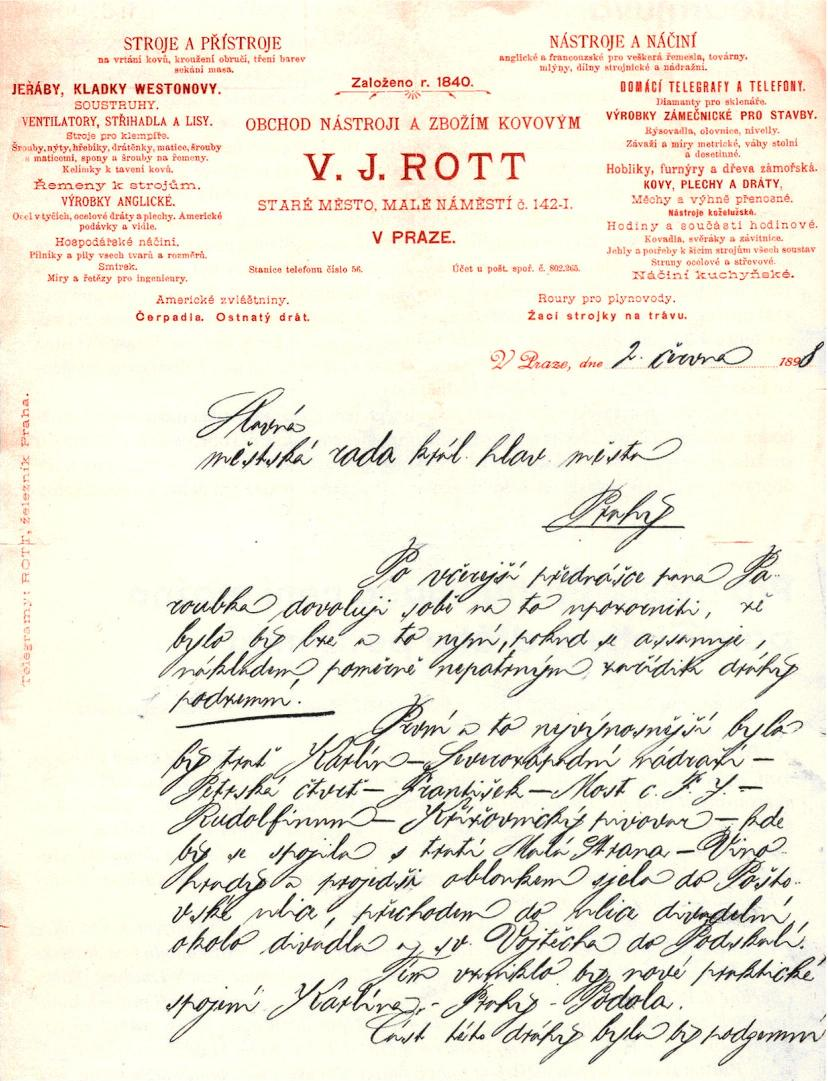
Лист Ладіслава Ротта

Перша ділянка Празького метро запрацювала 1974 року, але ідеї будівництва підземки в місті були ще у XIX столітті. Вперше така пропозиція була подана Ладіславом Роттом у 1898 році. Він закликав міську раду скористатися тим, що на той час велися роботи зі знесення частин Старого Міста та будівництва дренажних систем, і запропонував в той же час почати розробку тунелів. Проте цей план був відхилений чиновниками.
Іншу пропозицію, де використовувалося поняття «метро», було подано 1926 року Владіміром Лістом та Богумілем Беладою. Хоча її теж не прийняли, вона стимулювала до пошуку рішення проблеми з ростом транспортного навантаження в Празі. У 1930—1940-х роках почалися інтенсивні проектні планування, що розглядали два варіанти: підземний трамвай на зразок сучасної системи Кривого Рогу чи Брюсселя (існуючі трамвайні маршрути курсували б під землею в центрі міста) та повноцінний метрополітен з незалежними лініями. Для обох варіантів було заплановано 3 лінії, що приблизно відповідали наявним лініям A, B та C. Після Другої світової війни робота зупинилася через нестабільну економічну ситуацію.

### Розвиток

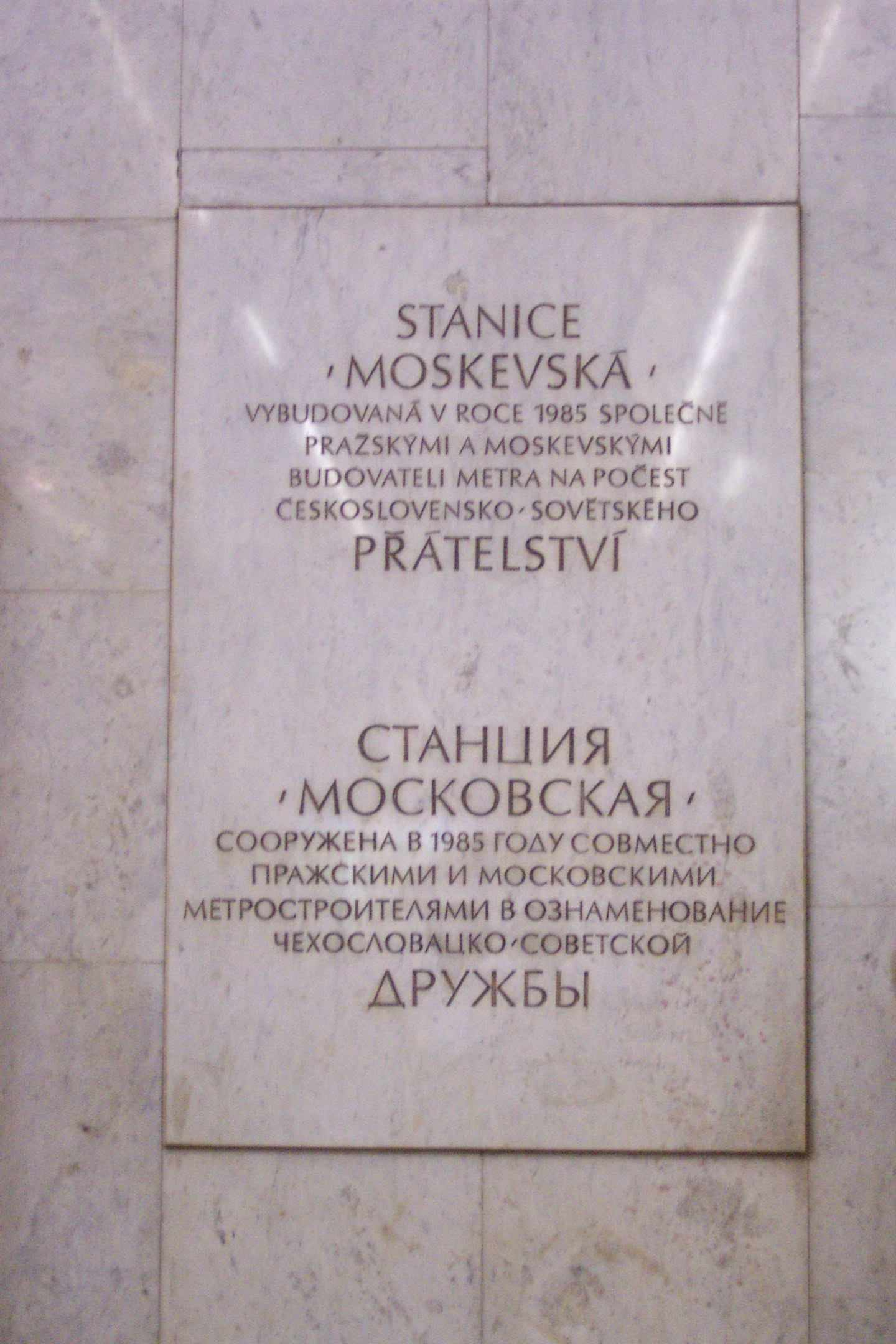
Пам'ятна дошка на станції «Андел» (колишня «Московська»)

На початку 1960-х років було прийнято проект підземного трамвая, а 9 серпня 1966 року почалося будівництво першої станції («Головний вокзал/Hlavní Nádraží»), тому у її вигляді простежуються елементи метротрамівського дизайну. Але наступного року уряд вирішив побудувати повноцінний метрополітен замість метротраму, певною мірою через його популярність в інших державах, зокрема СРСР. Згодом потяги теж були імпортовані з Радянського Союзу. Хоча планувалося відкрити метрополітен 1970 року, через нестачу досвідчених кадрів будівництво затрималося. Першою ділянкою, яку було введено в дію (9 травня 1974 року о 09:19), була лінія з 9 станціями від станції «Соколовська/Sokolovská» (зараз «Флоренц/Florenc») до станції «Качеров/Kačerov», з депо в Качерові, що зараз належить до лінії C.
 Урочисте відкриття станцій перетворилося на політичну демонстрацію, на якій тодішній секретар Комуністичної партії перерізав стрічку.
Після цього будівництво стало йти швидше. З 1973 року тривало будівництво перших семи станцій лінії A («Дейвіцька/Dejvická» — «Площа Миру/Náměstí Míru»), що були відкриті 12 серпня 1978 і сполучили міські райони Дейвіце, Градчани, Старе Місто та Мала Страна; «Музеум/Muzeum» стала станцією пересадки на гілку C. Тоді як на той час всі станції лінії C будувалися відкритим методом, на новій лінії вперше з'явилися станції глибокого залягання («Площа Миру/Náměstí Míru», 52 м, досі є найглибшою станцією) — це було викликано перепадами висот, історичними будівлями у центрі міста та необхідністю проходу під Влтавою. У 1980 році обидві лінії розширилися: на A з'явилися три станції у східному напрямку (до «Желівського/Želivského»), лінія C ж пішла далі на південний схід до станції «Космонавтів/Kosmonautů» (зараз «Гає/Háje»). Ці чотири станції лінії С розвантажили один з найзаселеніших житлових масивів всієї Чехії — «Jižní Město» («Південне місто»).
3 листопада 1984 року відкрилися станції на лінії C, Влтавська/Vltavská та Вокзал Голешовіце/Nádraží Holešovice (тодішня назва — «Фучика/Fučíkova») з тунелем під Влтавою. Спочатку були пропозиції провести лінію через міст над річкою. Це відповідало б тодішньому проекту реконструкції Празького залізничного вузла, де мав бути маршрут через райони Голешовіце та Лібень (чеськ. Libeň), проте цей варіант був відхилений.
2 листопада 1985 року відкрилася перша ділянка лінії B. Вона складалася з семи станцій, від «Сміховського вокзалу/Smíchovské nádraží» до кінцевої «Соколовська/Sokolovská» (нинішня назва «Florenc»). Так утворився трикутник пересадок («Мустек/Můstek» мала перехід до лінії A, «Sokolovská» — до C).
Впродовж наступних років розвивалася переважно лінія B. На лінії A було відкрито станції «Страшніцька/Strašnická» (1987) та «Скалка/Skalka» (1990), сконструйована на місці вже існуючої колії, що сполучала тоді ще кінцеву ««Страшніцьку»» з депо Гостіварж.
У 1988 році до лінії В додалася ділянка у західному напрямку від «Сміховського вокзалу/Smíchovské nádraží» до «Нове Бутовіце/Nové Butovice». Чотири нові станції у східному напрямку відкрилися 1990 року, кінцевою була «Чесько-Моравська/Českomoravská». Ще одне продовження відбулося 11 листопада 1994 року продовжено лінію від «Нового Бутовіце/Nové Butovice» до «Злічин/Zličín», і разом з цим відкрилося нове депо в Злічині для обслуговування лінії В (до цього використовувалося депо Качеров на лінії C). Остання ділянка лінії В була відкрита 8 листопада 1998 року — до східної станції «Черни Мост/Černý Most». Згодом на існуючих ділянках було відкрито станції Глоубетин/Hloubětín (1999) та «Колбенова/Kolbenova» (2001). На цьому спорудження лінії завершилося — ніяких планів щодо подальшого її розвитку немає.
Розширення лінії C в бік півночі почалося 26 червня 2004 року з відкриттям двох станцій, «Кобиліси/Kobylisy» (що стала першою однозвідною станцією в Празькому метро) та «Ладві/Ládví». Частково тунелі пролягали під Влтавою — для цього була використана особлива технологія. Спочатку в руслі річки було пророблено котлован, а самі тунелі конструювалися в доку на березі річки. Згодом доки були опущені під воду, а готові тунелі поставлено в потрібну позицію. Іншою перешкодою при будівництві ділянки був значний перепад висот (112 м) між долиною Влтави та плато за нею, де розташовані житлові квартали. Через це максимальний ухил лінії становить 39,5 ‰. Платформа станції «Ладві» знаходиться на глибині приблизно 7 метрів, і через розташування на височині ця станція має найбільшу висоту над рівнем моря (282 м) серед усіх станцій системи.
26 травня 2006 року на лінії А відкрилася нова станція — «Депо Гостіварж/Depo Hostivař» на коліях однойменного депо. 8 травня 2008 року на лінії C в північному напрямку відкрилися три станції: «Стржижков/Střížkov», «Просек/Prosek» та «Летняни/Letňany». Загальна довжина нової ділянки — 4,6 км, вартість будівництва — 15 мільярдів крон.
12 квітня 2010 року офіційно почалося будівництво нової ділянки лінії А від станції «Дейвіцька/Dejvická» довжиною понад 6 км. На цій ділянці початково було заплановано станції «Червени врх/Červený vrch», «Велеславін/Veleslavín», «Петржіни/Petřiny» та «Мотол/Motol». Вартість будівництва становить 18,7 млрд крон, з яких 8 млрд мерія Праги отримала з фонду ЄС, а інші — з міського бюджету. Держава до фінансування стосунку не мала. Підрядником було обрано консорціум компаній «Metrostav» та «Hochtief CZ».
6 квітня 2015 року лінію було продовжено на чотири станції: «Боржиславка/Bořislavka», «Вокзал Велеславін/Nádraží Veleslavín», «Петржіни/Petřiny» та «Немоцніце Мотол/Nemocnice Motol». Подальша перспектива передбачає продовження гілки до аеропорту «Прага-Ружіне» до 2021 року, хоча остаточний маршрут ще не визначений.

### Перспективи
2010 року було оголошено плани щодо нової лінії D. За словами мера Павла Бема, в перспективі вона має пройти через центр Праги в напрямку від головного вокзалу (чеськ. Hlavní nádraží) до депо Пісніце (чеськ. Depo Písnice) та суттєво розвантажити лінію C. Потяги на лінії будуть курсувати без водіїв, розробляється система віддаленого контролю. Нова лінія також покращить транспортну та екологічну ситуацію в південно-західній частині міста через очікуване зменшення кількості машин та автобусів. Вартість розробки та конструкції лінії — в районі 40 млрд чеських крон.
За проектом, лінія буде довжиною близько 11 км загальної довжини та матиме десять станцій: «Hlavní nádraží», «Náměstí Míru», «Náměstí Bratří Synků», «Pankrác», «Olbrachtova», «Nádraží Krč», «Nemocnice Krč», «Nové Dvory», «Libuš» та «Písnice». Частина бюджету (1,8 млрд крон) піде на будівництво депо.

### Інші події

Станції, затоплені 2002 року

- 22 лютого 1990 року, після Оксамитової революції, назви 12 станцій, що мали комуністичний підтекст, було змінено на політично нейтральні. Зокрема, станцію Леніна (чеськ. Leninova), що до цього містила великий бюст Леніна, було перейменовано на «Дейвіцьку» (чеськ. Dejvická) разом із вулицею та житловим масивом біля станції.

| Стара назва (укр.) | Стара назва (чес.) | Нова назва (укр.) | Нова назва (чес.)  |
| ------------------ | ------------------ | ----------------- | ------------------ |
| Леніна             | Leninova           | Дейвіцька         | Dejvická           |
| Соколовська        | Sokolovská         | Флоренц           | Florenc            |
| Московська         | Moskevská          | Андєл             | Anděl              |
| Шверми             | Švermova           | Їноніце           | Jinonice           |
| Дукельська         | Dukelská           | Нове Бутовіце     | Nové Butovice      |
| Молодіжна          | Mládežnická        | Панкрац           | Pankrác            |
| Фучика             | Fučíkova           | Вокзал Голешовіце | Nádraží Holešovice |
| Готтвальда         | Gottwaldova        | Вишеград          | Vyšehrad           |
| Бургомістра Вацека | Primátora Vacka    | Розтили           | Roztyly            |
| Будівників         | Budovatelů         | Ходов             | Chodov             |
| Дружби             | Družby             | Опатов            | Opatov             |
| Космонавтів        | Kosmonautů         | Гає               | Háje               |

- Метро постраждало під час повеней у серпні 2002 року, загалом 19 станцій було залито водою. Пошкодження було оцінено у 6,9 мільярдів чеських крон (близько 200 млн. доларів США). 2,8 мільярда з них було виплачено державою, 2,4 млрд позичено з Європейського інвестиційного банку, мільярд було відшкодовано страхуванням, а також використано 700 мільйонів крон з фонду Організації громадського транспорту Праги. 12—15 серпня було закрито всі 19 станцій. Відновлення роботи почалося вже 16 серпня, проте останні станції «Кржіжікова/Křižíkova» та «Інвалідовна/Invalidovna», що знаходяться в найбільш постраждалій території Праги — «Карліні» (чеськ. Karlín), відкрилися 22 березня 2003 року[13]. Після потопу було вжито низку заходів, спрямованих на запобігання подальших випадків[14].
- 16 червня 2011 року в метрополітені відбувся страйк, у результаті якого рух вимушено зупинився вперше за багато років. Причиною страйку було невдоволення громадян урядовими реформами, зокрема пропозицією підняти пенсійний вік. Кілька сотень людей відмовилися залишити вагони, коли потяг зупинився на кінцевій станції. Офіційно протест закінчився о 01:00 за місцевим часом, проте деякі люди залишилися стояти[15][16].
- 3 червня 2013 року центральні станції празького метрополітену було закрито через повінь.
- 21 квітня 2022 року розпочалося будівництво нової лінії метро «D». Відкриття нової лінії має відбутися у 2031 році[17].

## Рухомий склад
| Тип    | Кількість вагонів на 31.12.2009 |
| ------ | ------------------------------- |
| 81-71  | 82                              |
| 81-71M | 395                             |
| M1     | 240                             |
| Ečs    | 3                               |

### Поточний
На всіх лініях празького метро використовуються потяги, які мають п'ять вагонів. Наразі метрополітен чеської столиці має два типи потягів:
- Siemens M1, використовується на лінії C з 1998 року, повністю замінив старі вагони на цій лінії в 2003 році. Зараз метрополітен володіє 48 одиницями.
- 81-71M. На початку 1990-х років стало зрозуміло, що рухомий склад потребує оновлення. Спочатку планували замінити всі радянські вагони новими, але це потребувало невиправданих витрат. Тому було вирішено, що нові потяги лише замінять серію Ečs у більшій кількості через ріст системи, а серія 8171 буде модернізована компанією Škoda до типу 8171M. Перші вагони моделі обслуговували лінію C разом з 8171 та новими M1. Але там вони поступово були замінені потягами Siemens M1, а зараз ці потяги курсують на лініях A та B[18].

### Вийшли з ужитку
- R1. Коли уряд Чехословаччини ухвалив рішення про будівництво повноцінного метро замість метротраму, на чеський завод ČKD Tatra Smíchov було покладено завдання розробити потяги. У 1970—1971 роках було побудовано дві одиниці з двома вагонами, коли прийняли рішення імпортувати вагони з СРСР. Як згодом виявилося, чеські R1 були надійнішими за радянські. Після цього ČKD випробовував наявні моделі протягом кількох років для можливого експортування, але у 1980-х роках вони були здані на металобрухт[18].
- Ečs (Ечс). Коли у 1971 році було побудовано перші прототипи, уряд Чехословаччини ухвалив рішення про імпорт вагонів серії «E» з СРСР. Проте цей тип вважався застарілим, і згодом був модифікований. Оновлена версія називалася Ečs, тобто «E Чехословацький». Ці вагони обслуговували метро з першого дня відкриття, 9 травня 1974 року. Поїзди, які спочатку складалися з трьох вагонів, пізніше були розширені до чотирьох, а 1979 року кількість вагонів була збільшена до п'яти, наскільки дозволяв розмір тодішніх станцій. Ця модель використовувалася виключно на лінії C, на інших цього не дозволяли відносно круті спуски та підйоми. До 1997 року на металобрухт були здані всі вагони, крім чотирьох. Один із них зберігається у музеї транспорту Праги, а з інших трьох зроблено потяг, що зберігається в депо Качеров і кілька разів на рік з'являється на гілці[18].
- 81-71. Оскільки вагони серії Ečs не підходили для стрімких підйомів, які були наявні на лінії A (що тоді ще будувалася), Празька компанія громадського транспорту зробила запит на вдосконалення моделі. Так було розроблено новий тип 81-71, який тим не менш був схожий на Ečs. Перші вагони з'явилися 1978 року та транспортувалися з СРСР до 1990 року, всього було імпортовано 507 вагонів для всіх трьох ліній. На лінії C їх замінили нові потяги M1, на двох інших — модернізовані 81-71M. 2 липня 2009 року експлуатацію серії було остаточно припинено[18].

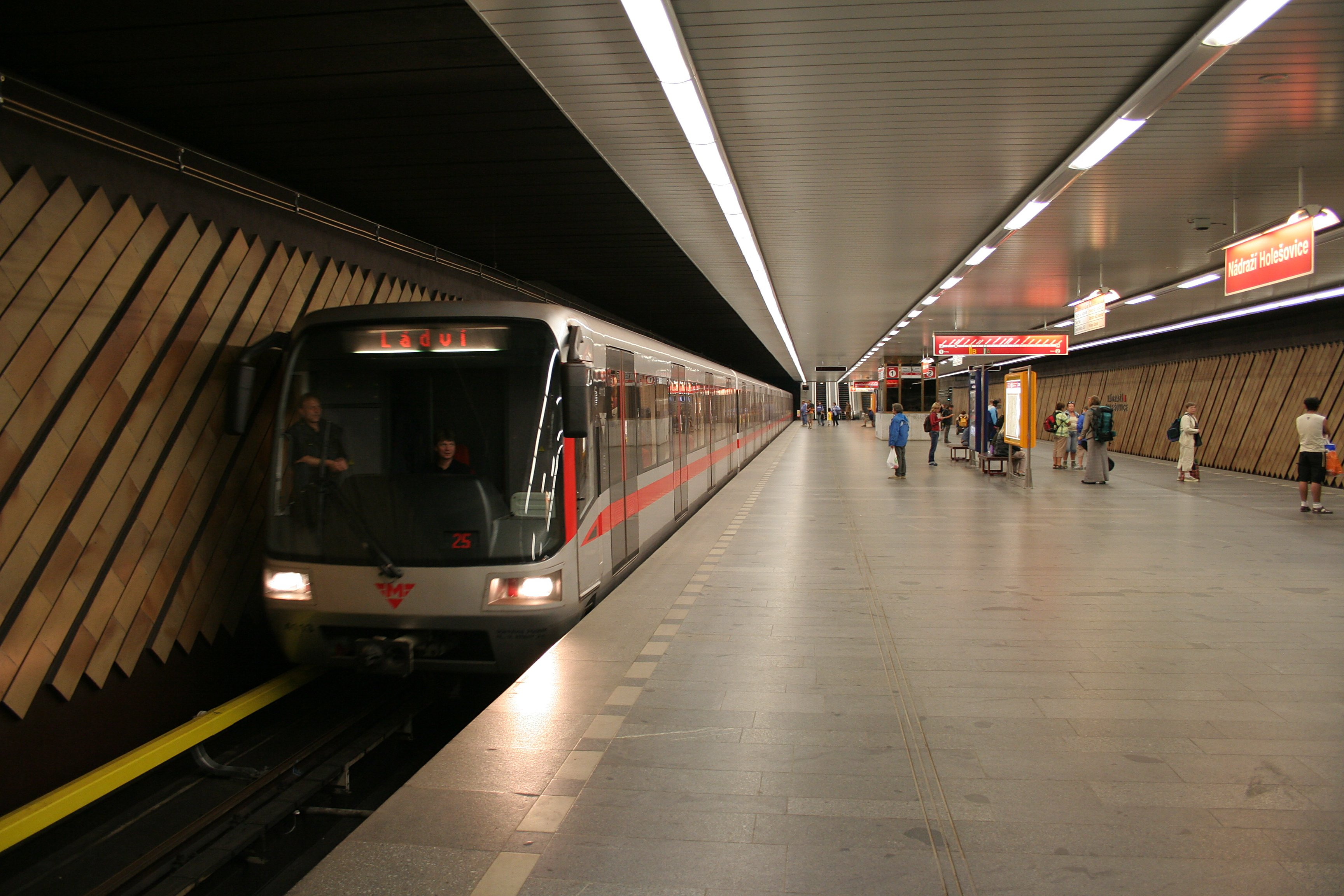
Siemens M1, станція Вокзал Голешовіце (Nádraží Holešovice)
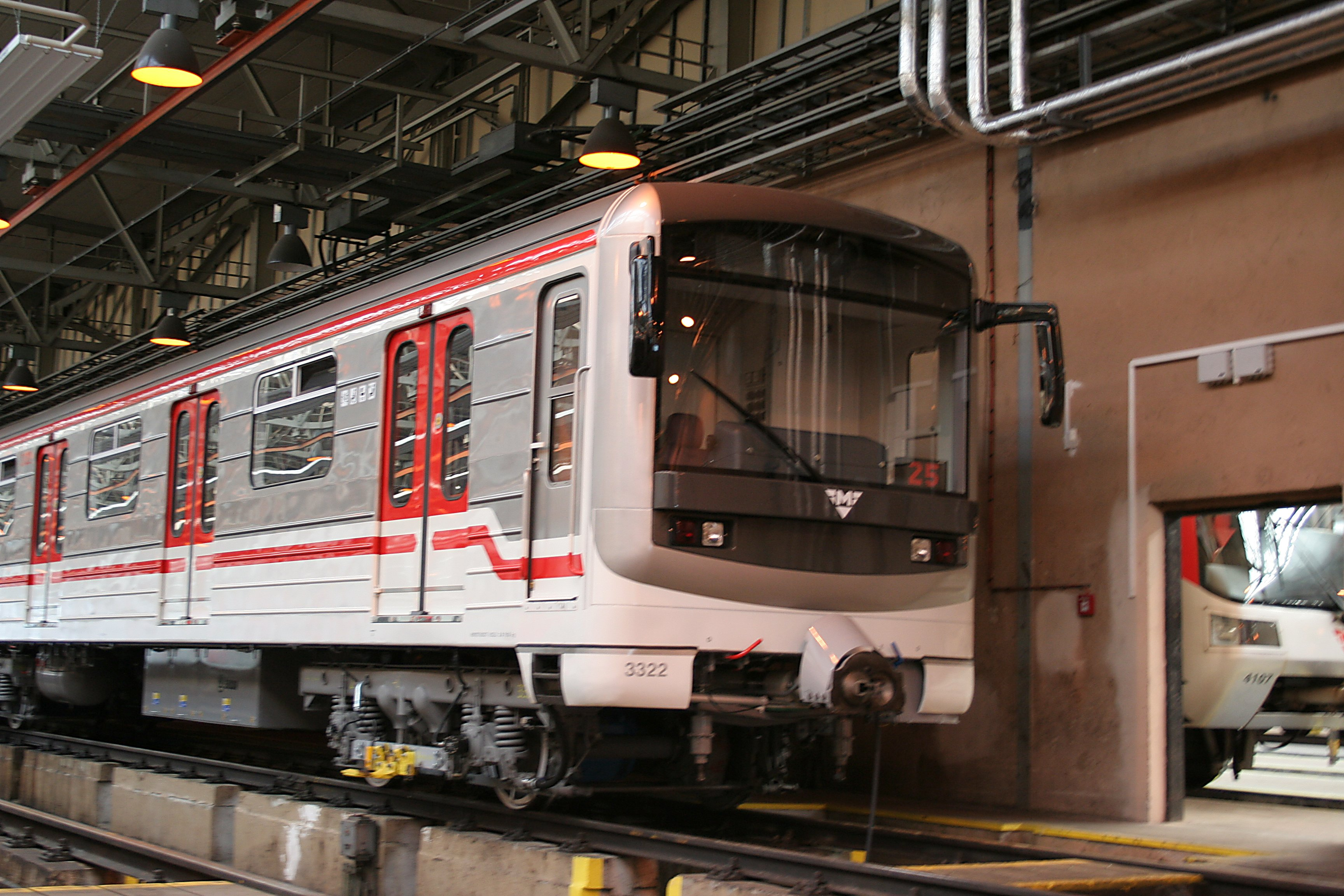
Оновлений 81-71М
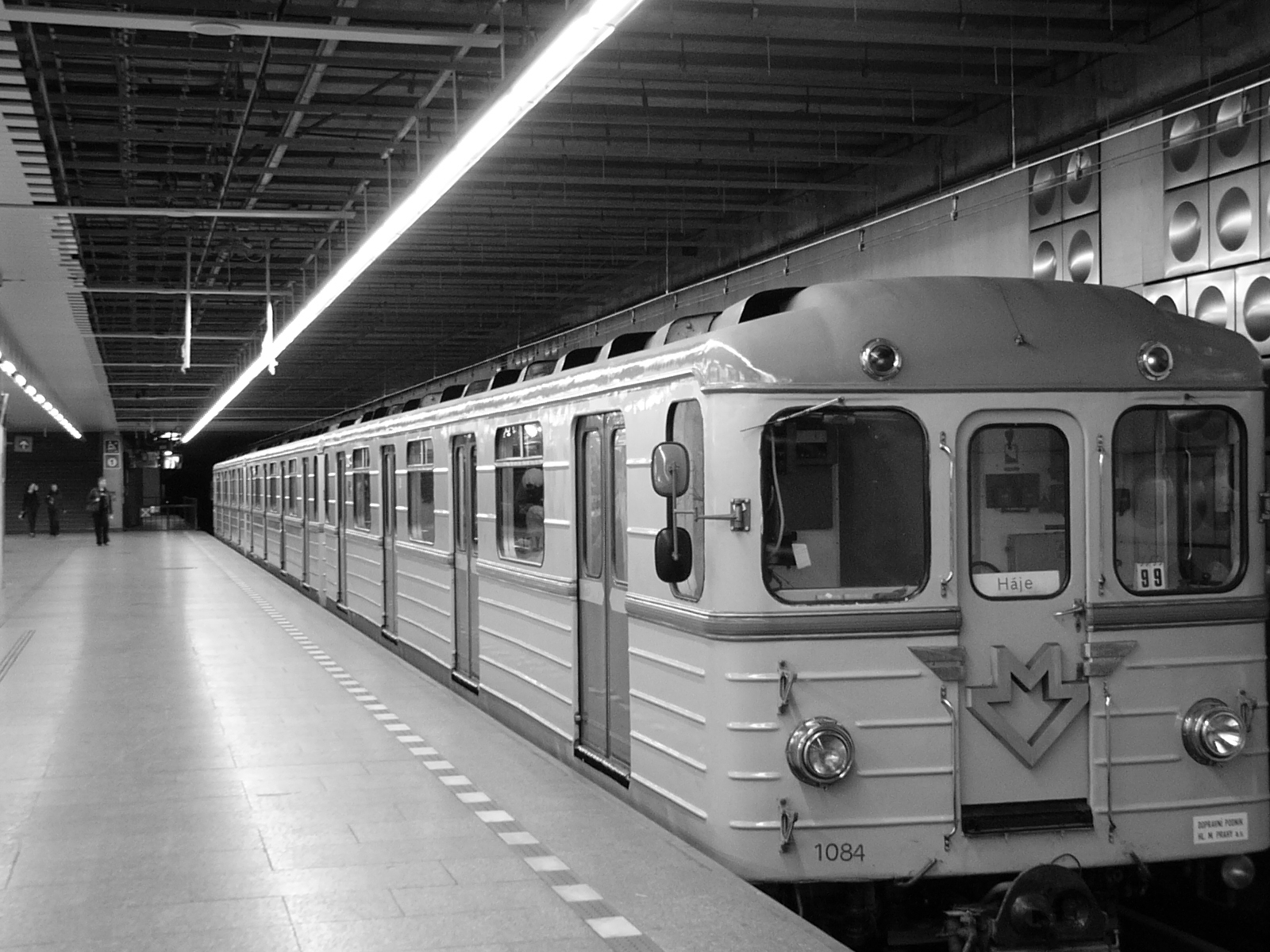
Ečs на станції Гає
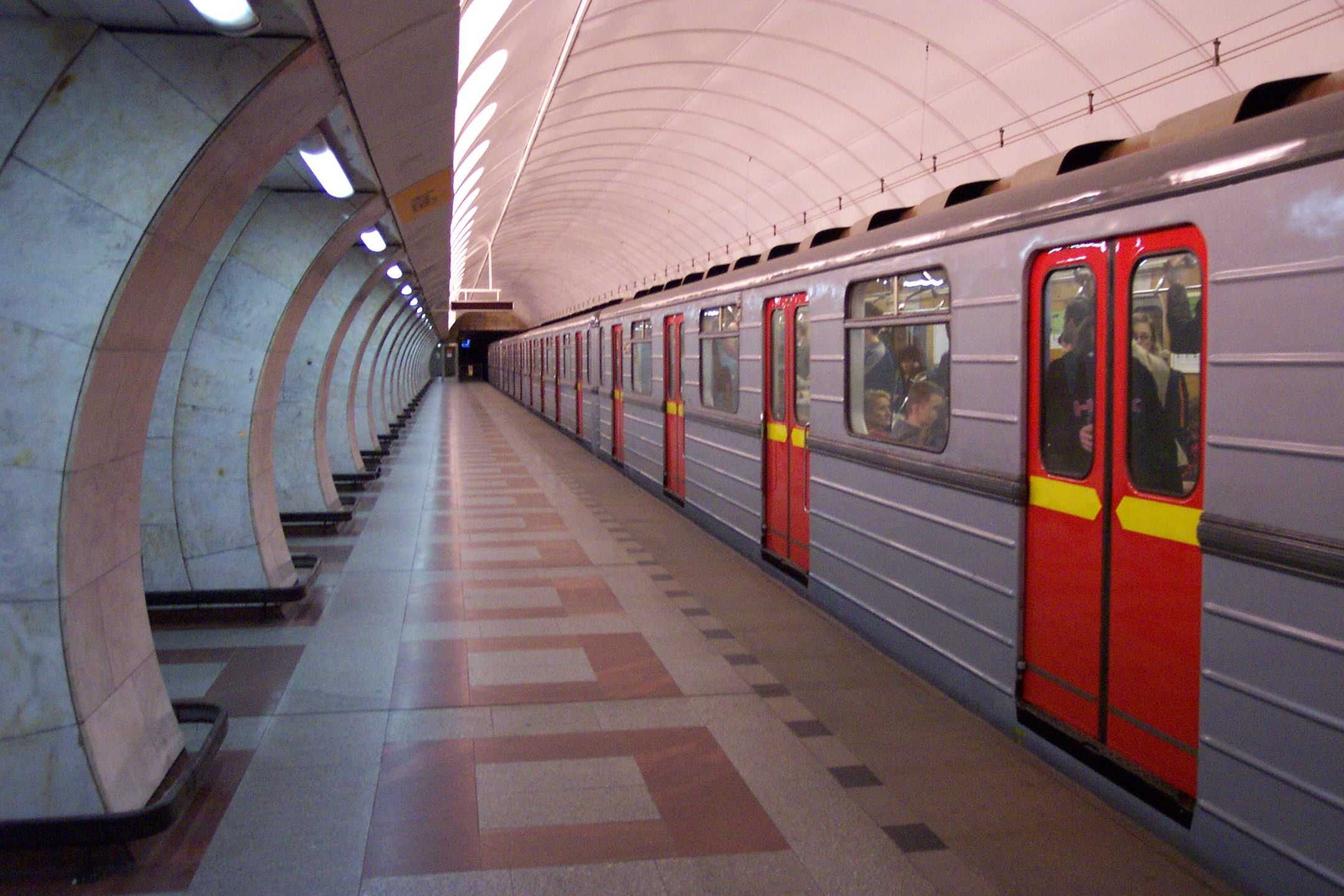
81-7171 на станції Андел

## Лінії та депо
Празький метрополітен має 3 лінії (Лінія A, Лінія B та Лінія C):
| Лінія | Напрям                             | Введена в дію | Довжина | Станції |
| ----- | ---------------------------------- | ------------- | ------- | ------- |
| A     | (Депо Гостіварж ↔ Немоцніце Мотол) | 1978          | 17,1 км | 17      |
| B     | (Черни Мост ↔ Злічин)              | 1985          | 25,7 км | 24      |
| C     | (Летняни ↔ Гає)                    | 1974          | 22,4 км | 20      |

Всі три лінії перетинаються в центрі міста, формуючи трикутник з трьома станціями пересадки («Музеум/Muzeum», «Мустек/Můstek» та «Флоренц/Florenc»). Найглибша станція, «Площа Миру/Náměstí Míru», розташована на глибині 52 метрів. Центральні станції ліній A та B будувалися переважно тунельним методом і тому мають значну глибину залягання. Більшість станцій цих ліній, що знаходяться в житлових районах, будувалися відкритим методом і знаходяться в кількох метрах від поверхні. Лінія C — майже повністю мілкого закладення, найглибша станція «Кобиліси/Kobylisy» має глибину 31,5 м, вона ж є єдиною, що будувалася тунельним методом.
Лінія B частково йде всередині засклених надземних тунелів: між станціями «Гурка/Hůrka» та «Лужіни/Lužiny» на заході, і між «Райська заграда/Rajská zahrada» та «Черни Мост/Černý Most» на сході.
За результатами дослідження, проведеного у листопаді 2008 року, найзавантаженішими станціями є «Мустек/Můstek» на лінії A з пасажирообігом в 188 081 пасажирів на день (включаючи пересадки) та «Музеум/Muzeum» на лінії C, пасажирообіг якої склав 161 915 з пересадками. В середньому щоденно через усі пересадкові вузли (з урахуванням входу, виходу й пересадки) проходило 569 000 пасажирів. Станції з максимальним пасажирообігом на вхід і вихід — «I. P. Pavlova» (118 647 осіб на добу),
«Дейвіцька/Dejvická» (117 726) та «Андєл/Anděl» (101 451).

### Галерея

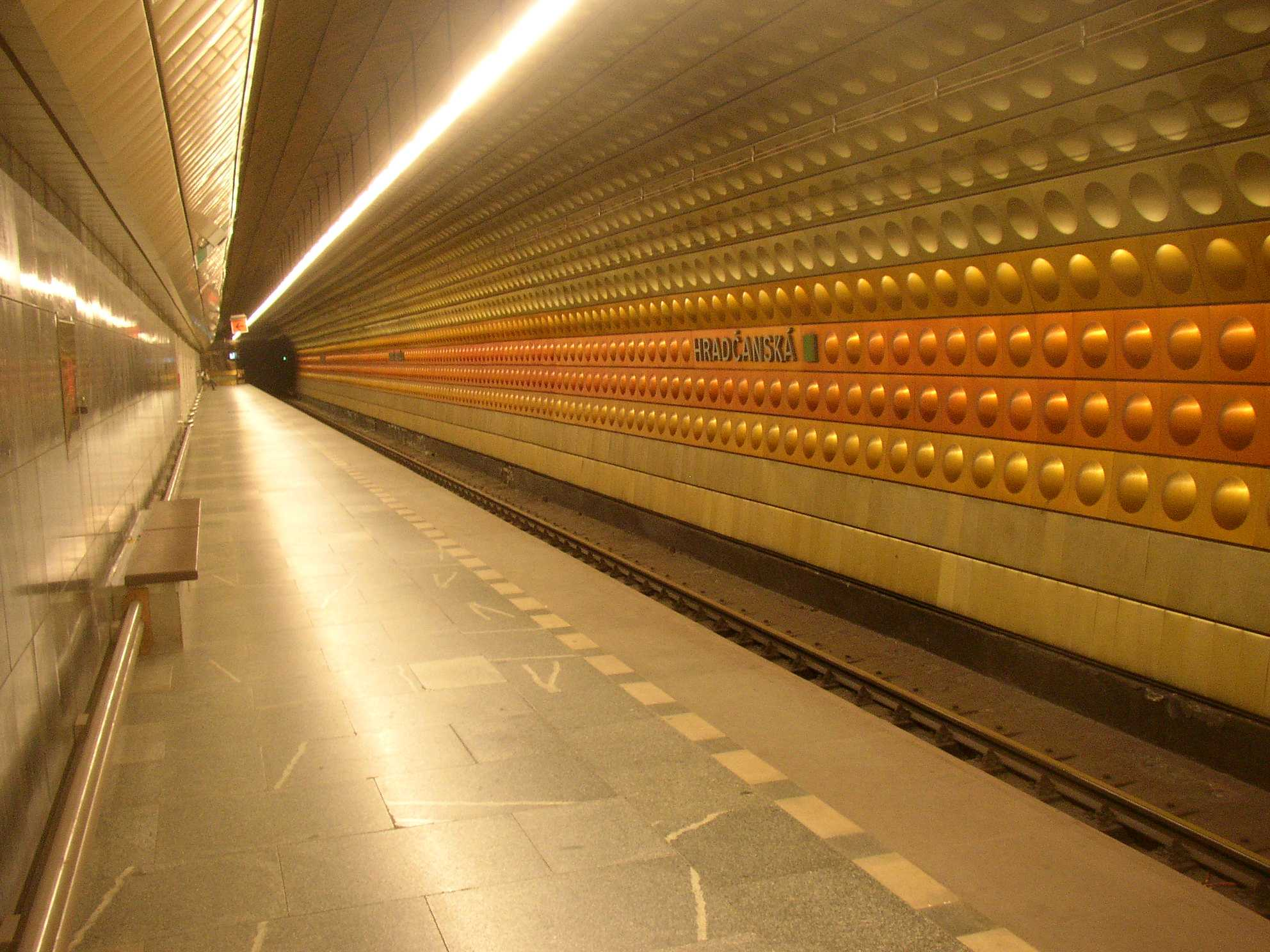
"Градчанська" (Hradčanská) — типове оформлення колійної стіни
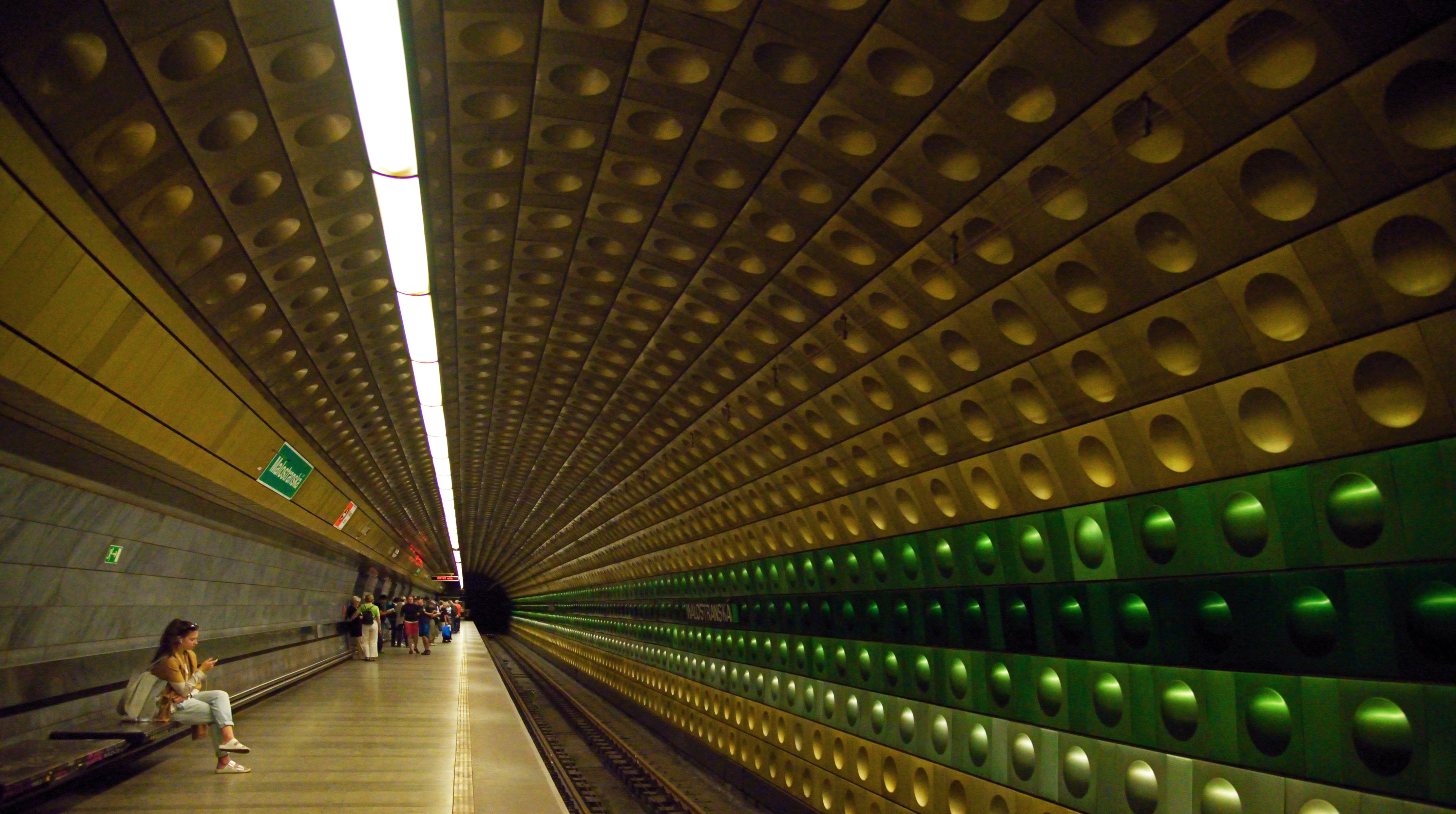
"Малостранська" (Malostranská)
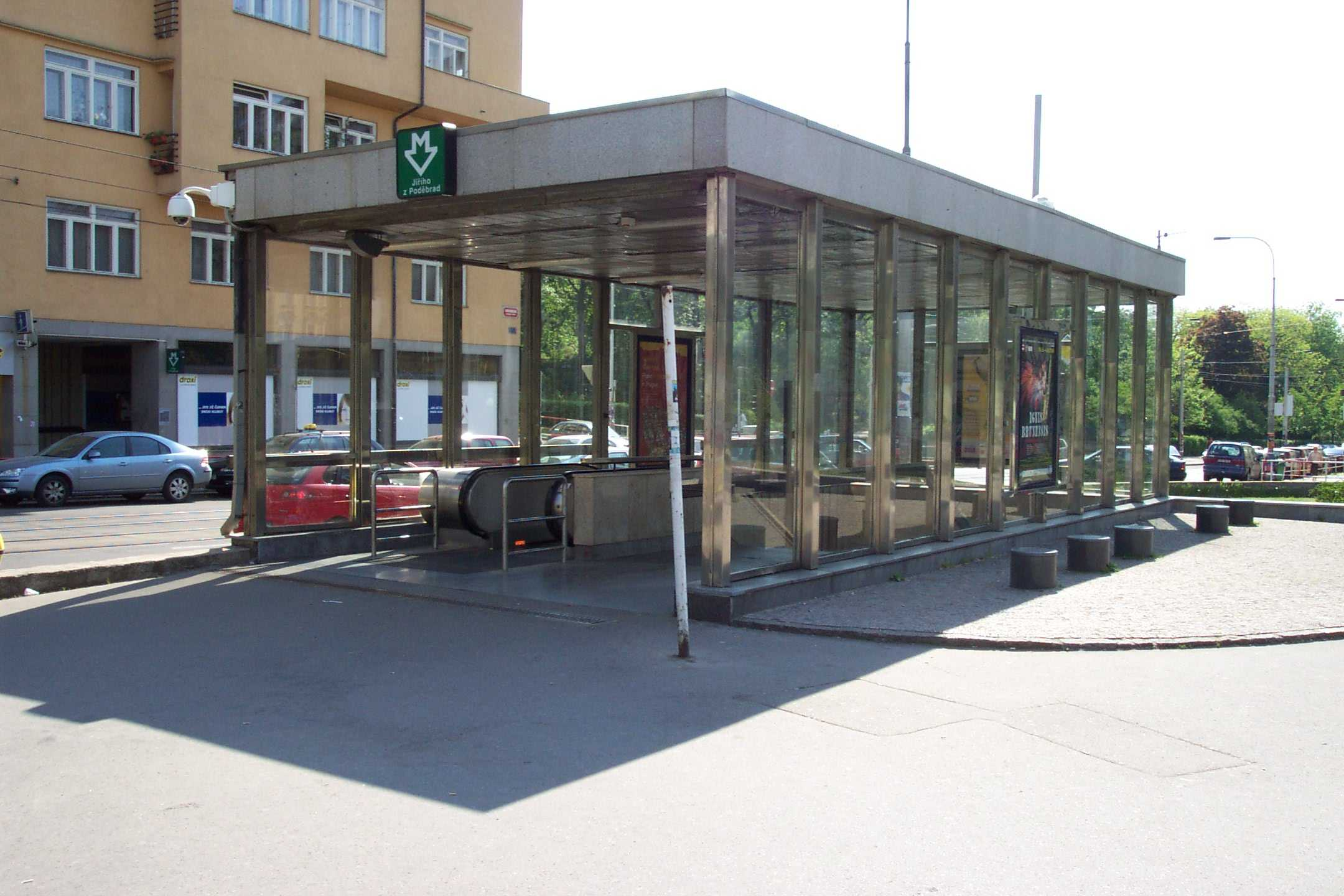
"Їржіго з Подебрадів" (Jiřího z Poděbrad), вхід до станції
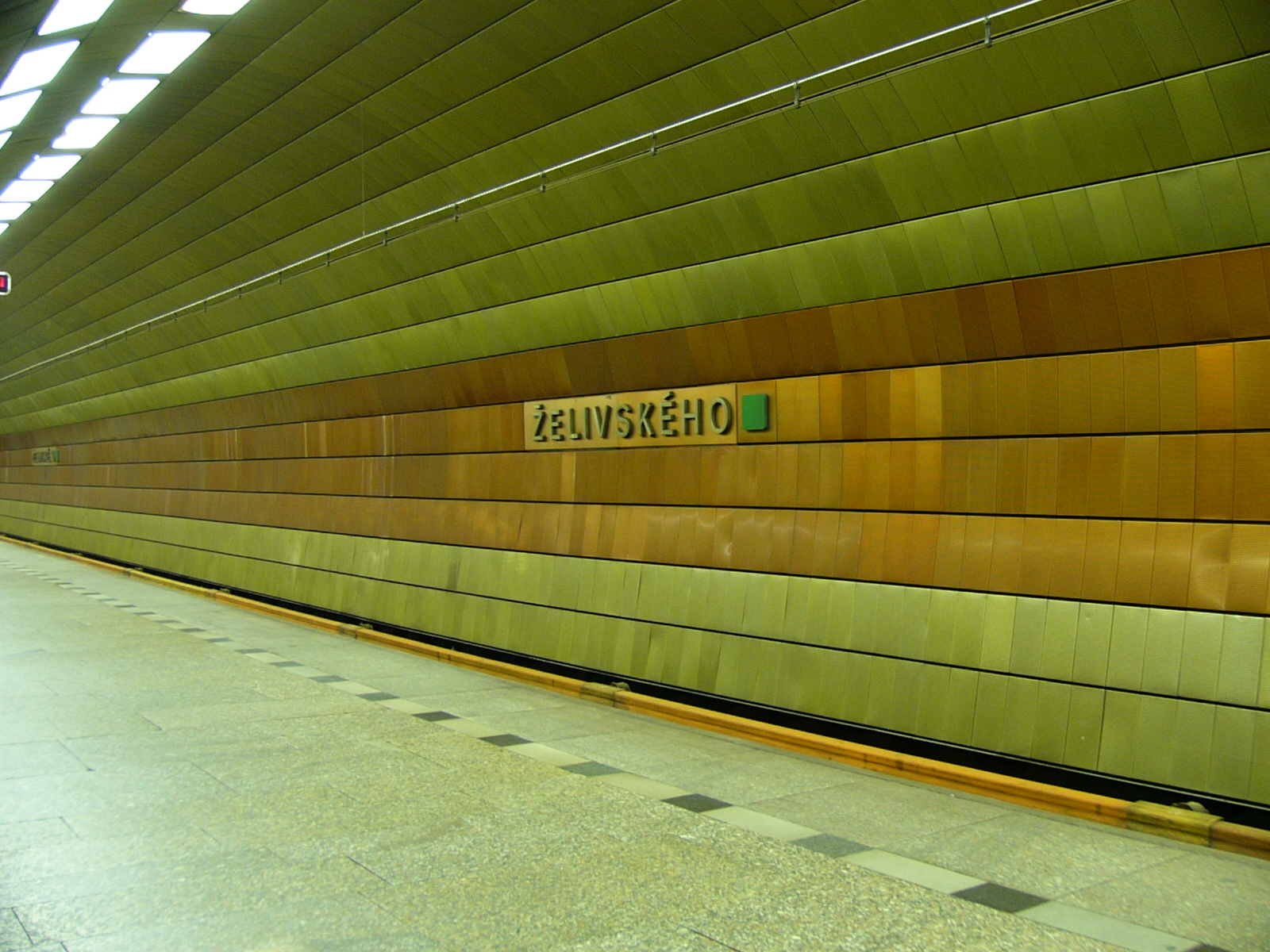
"Желівського" (Želivského)
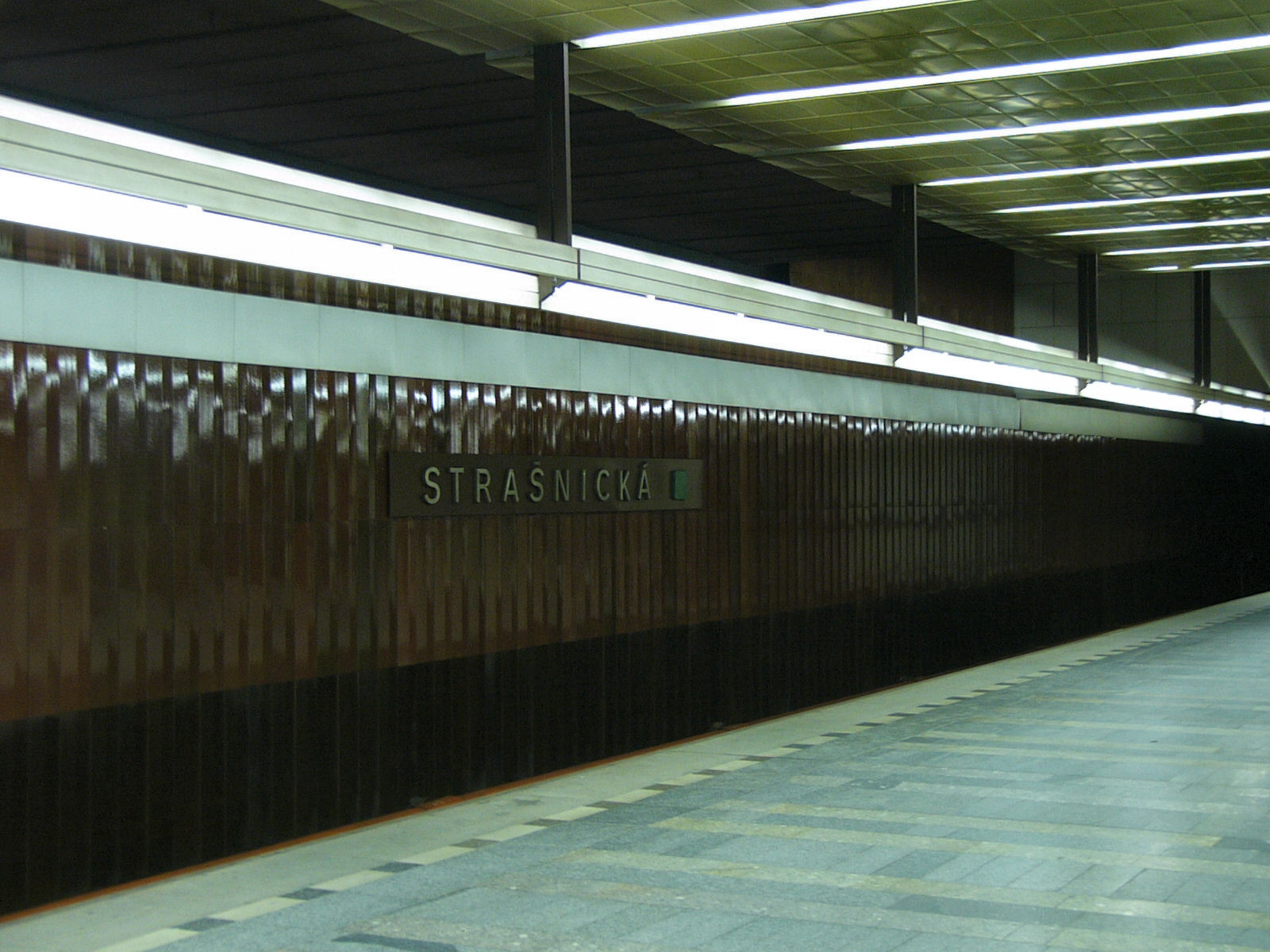
"Страшницька" (Strašnická)

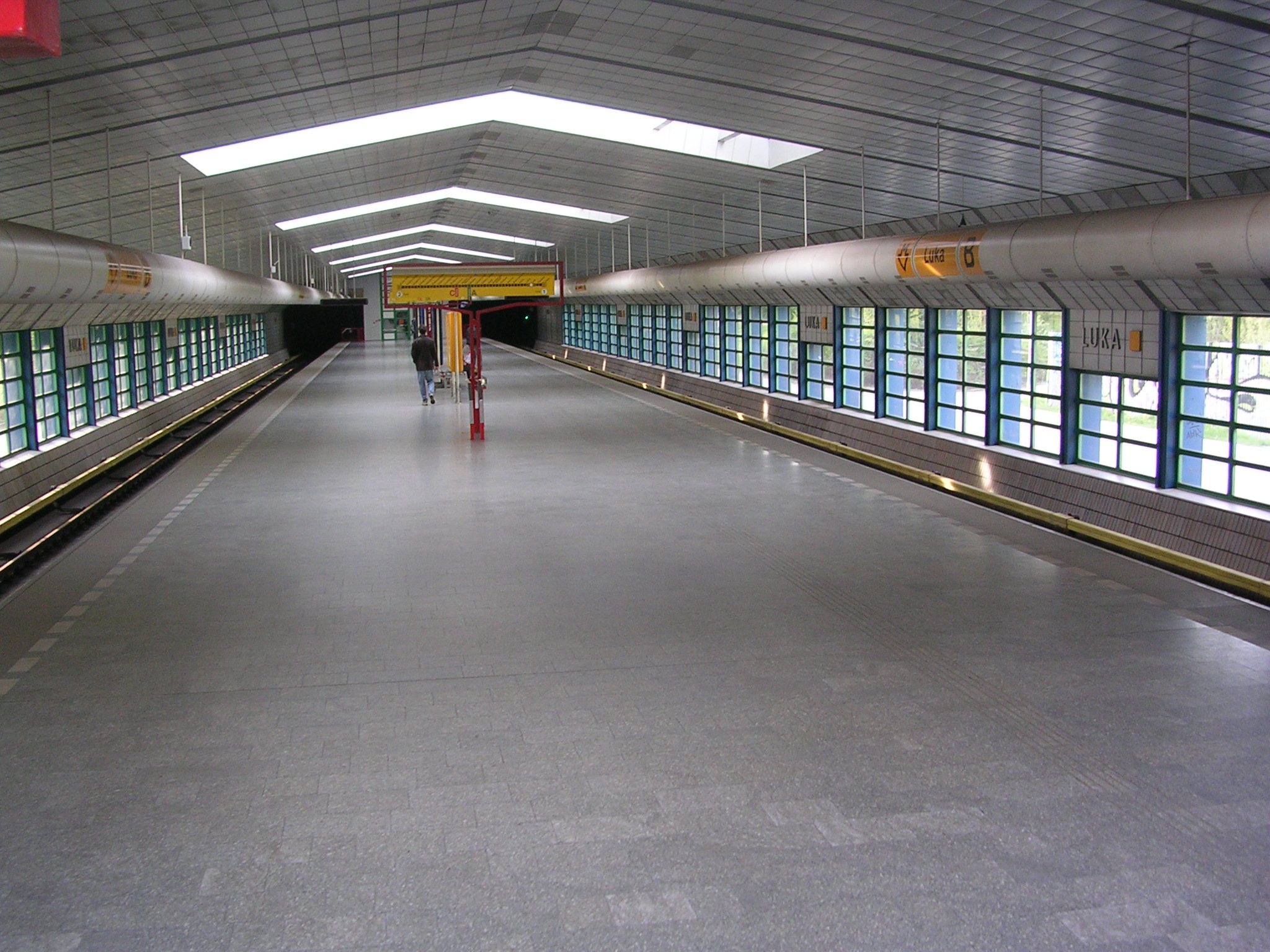
"Лука" (Luka)
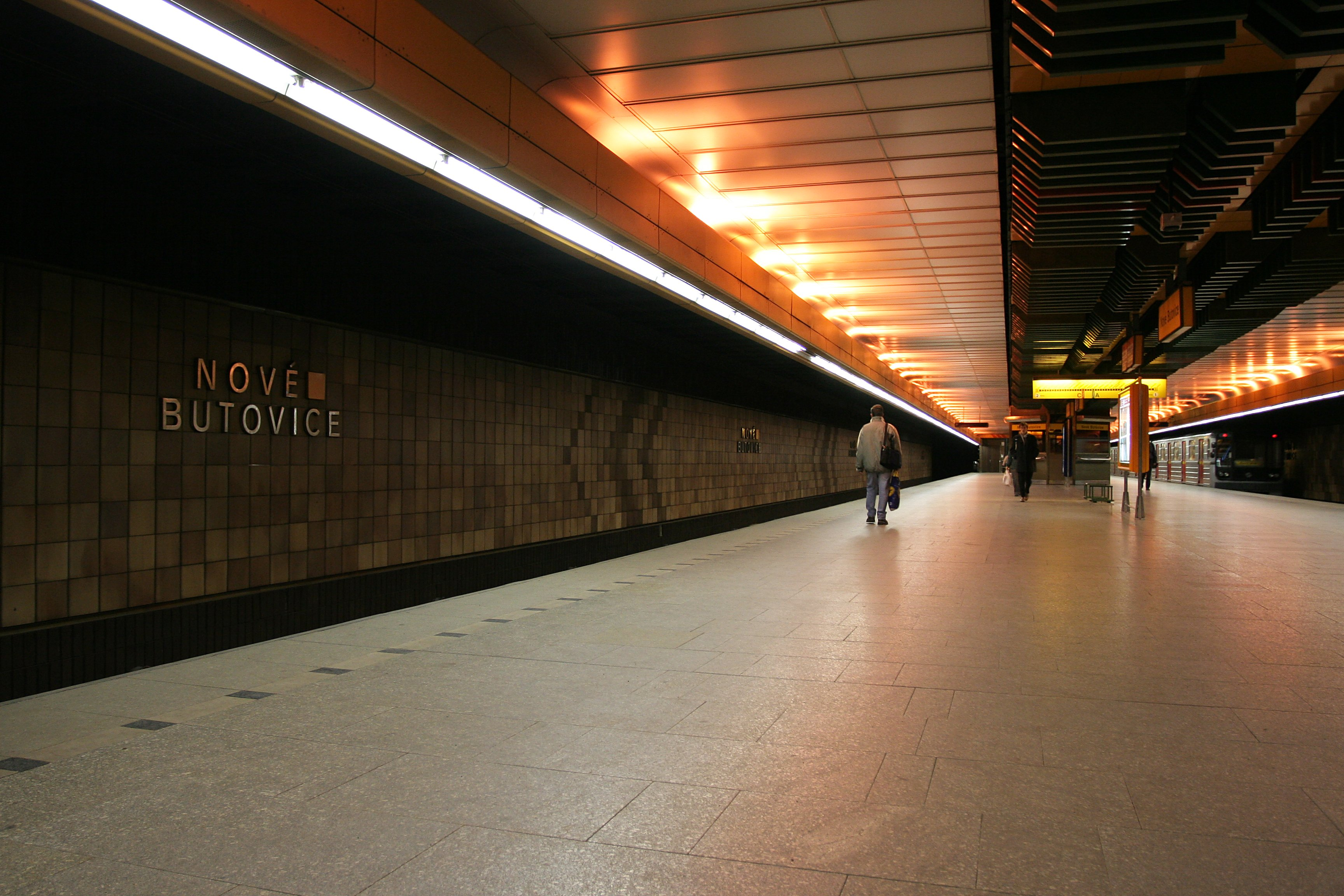
"Нові Бутовиці" (Nové Butovice)
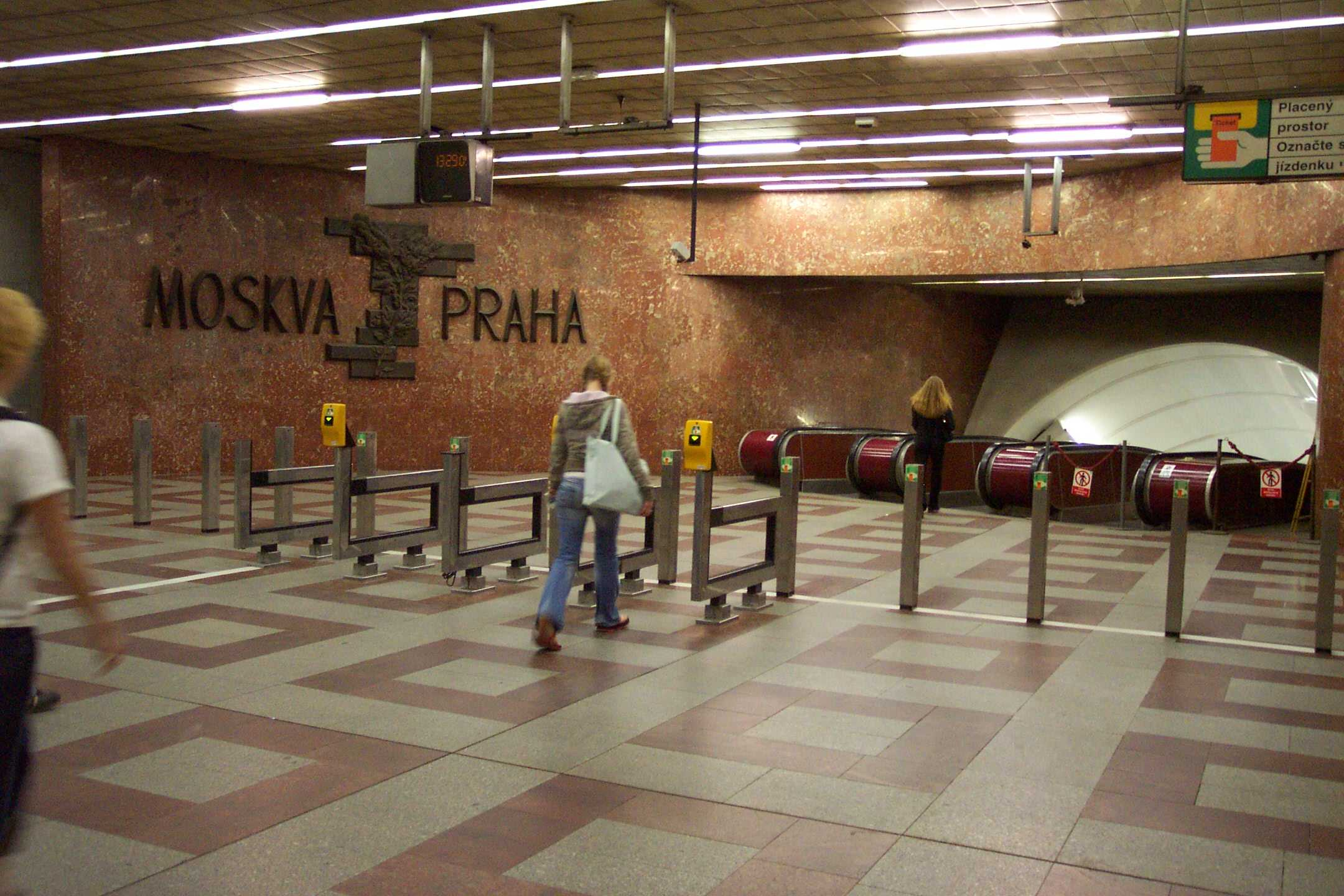
"Андел" (Anděl), оздоблення на честь дружби з СРСР
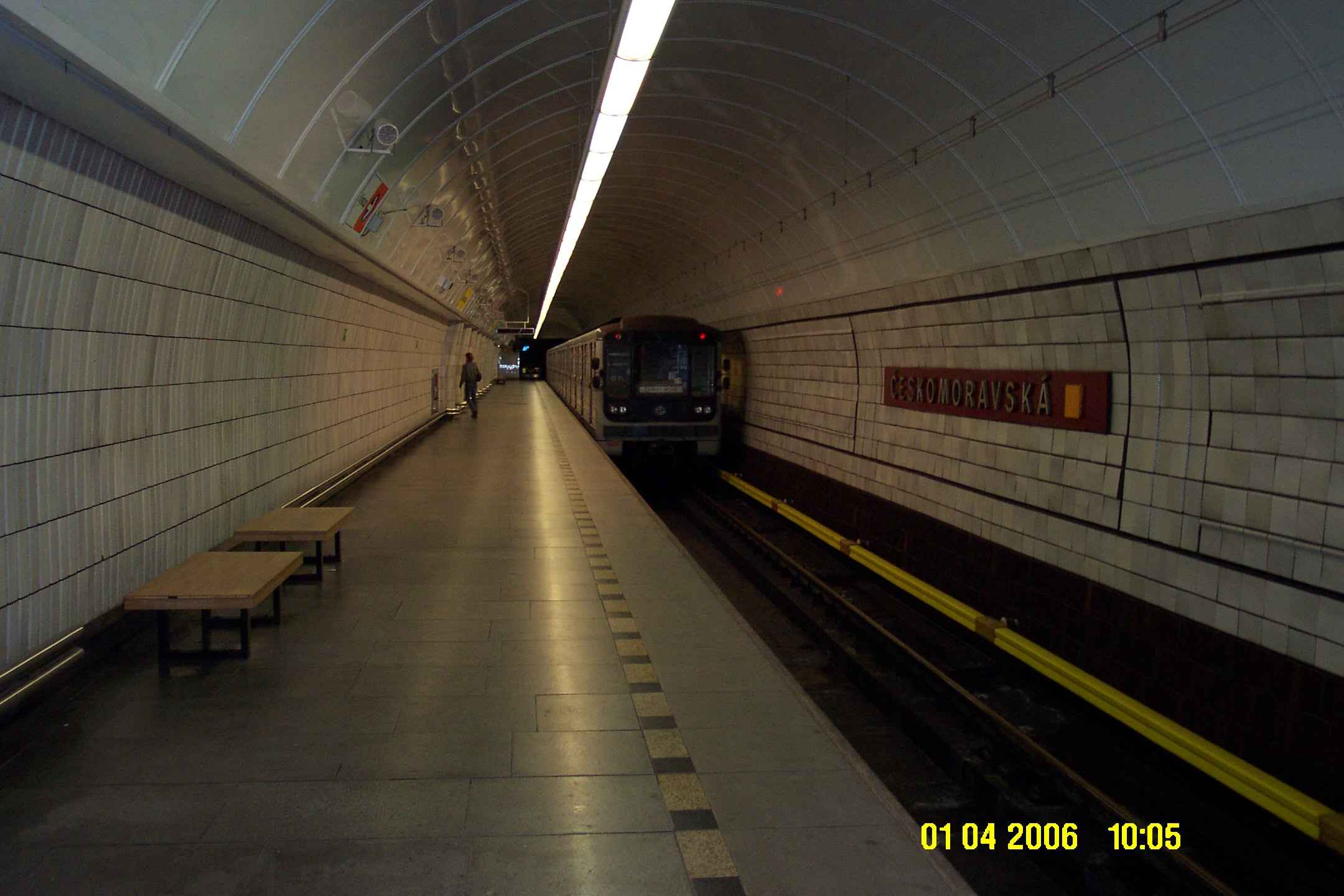
"Чесько-Моравська" (Českomoravská)
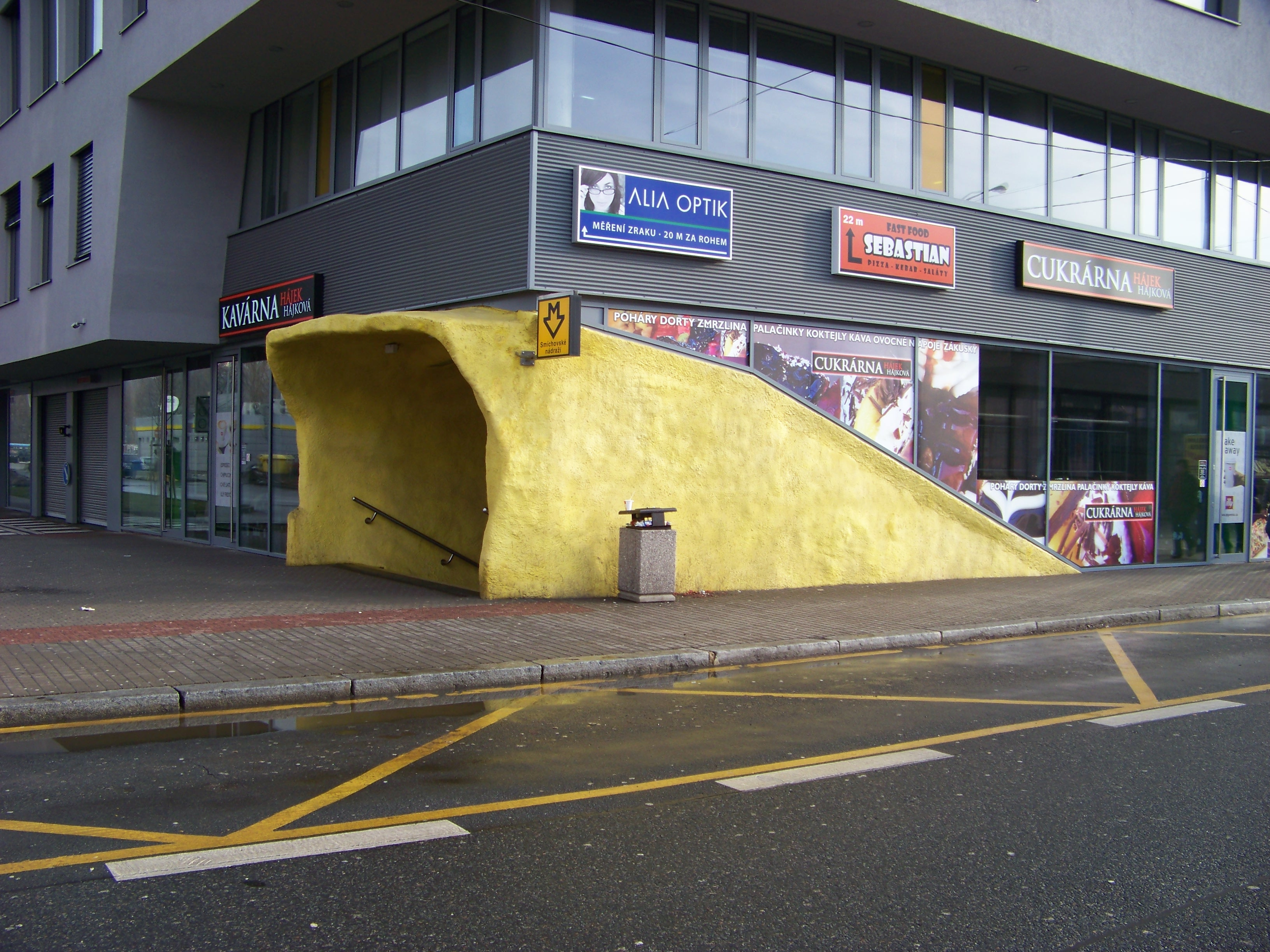
"Сміхівський вокзал" (Smíchovské nádraží) — оригінальний наземний вестибюль

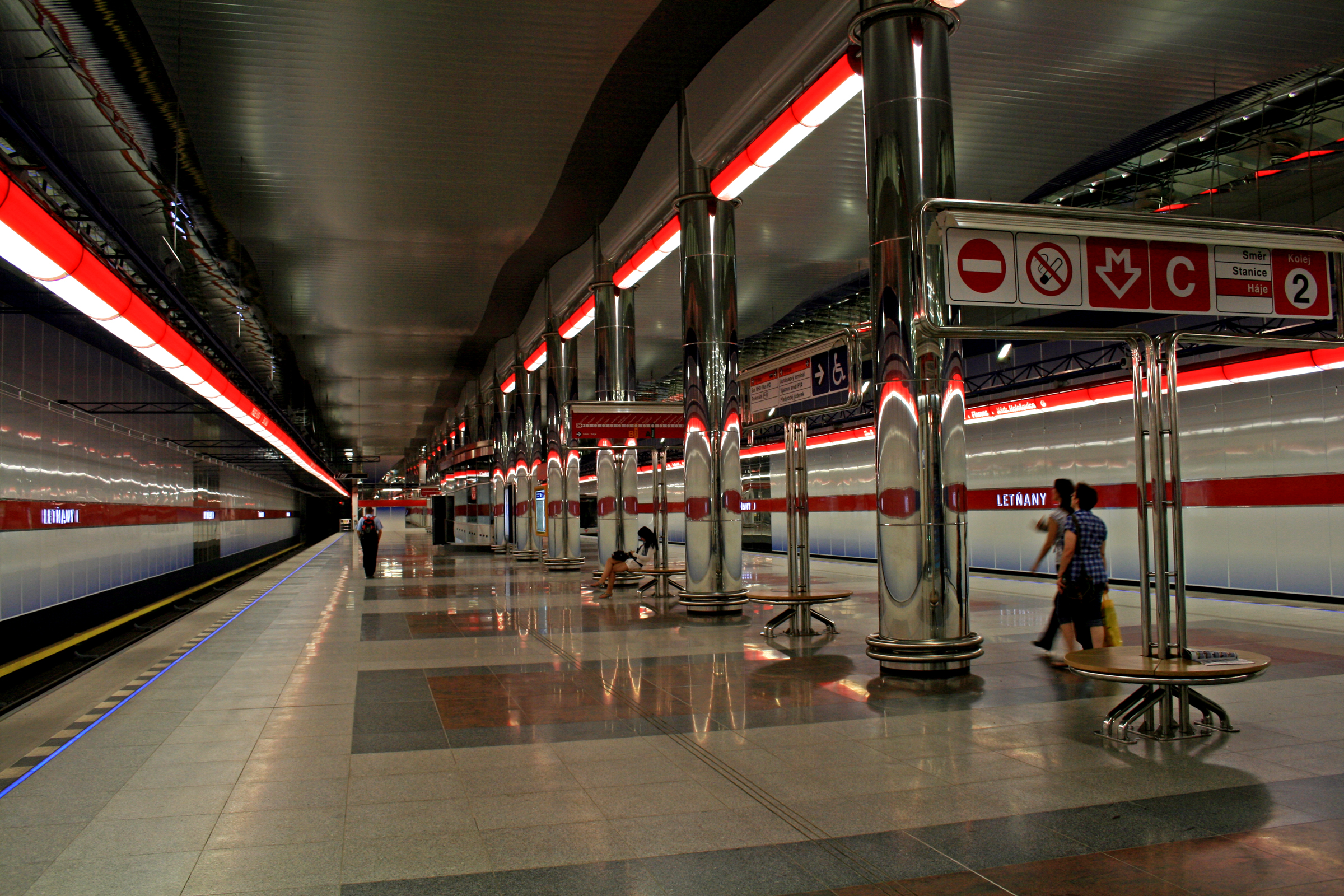
"Летняни" (Letňany)
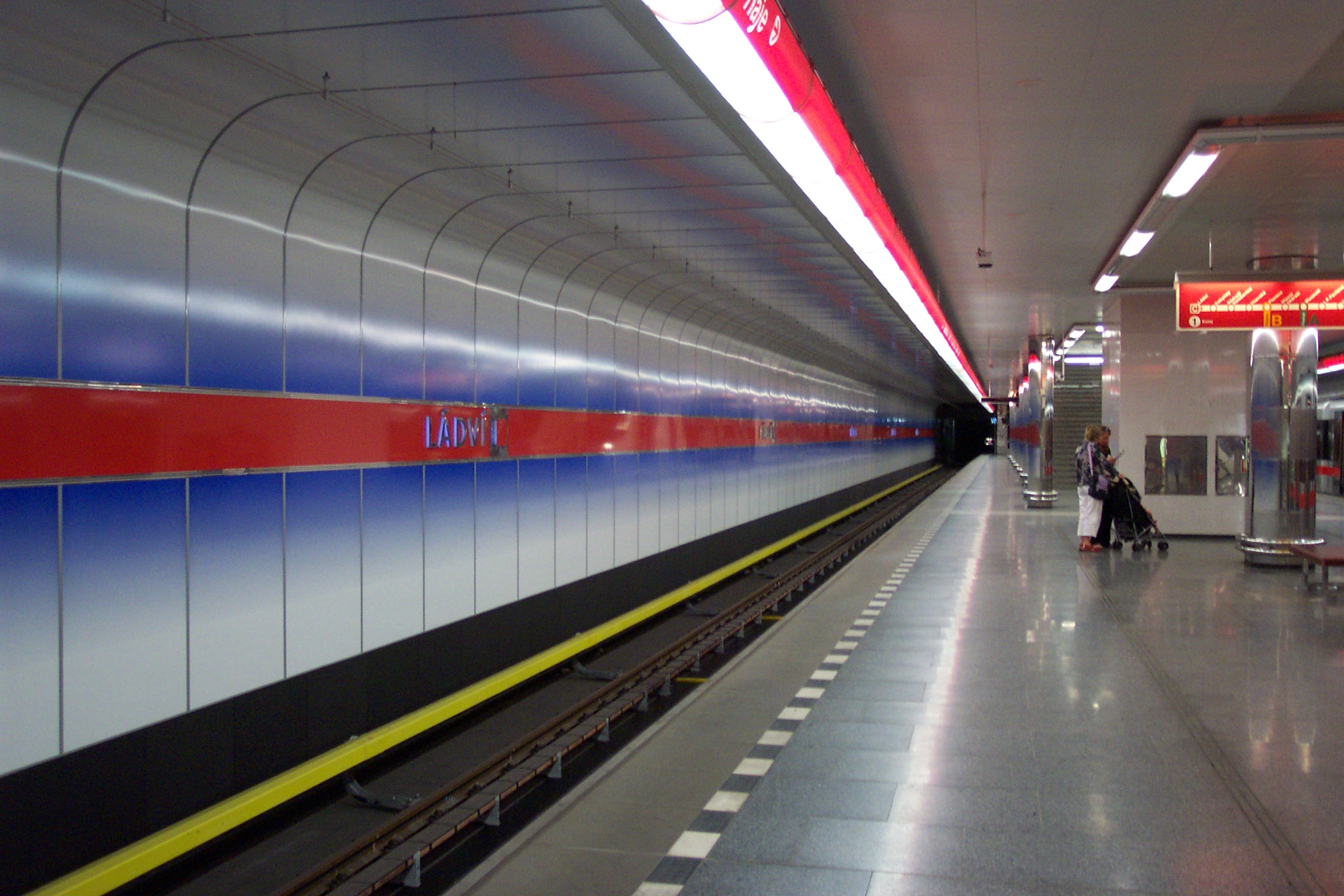
"Ладві" (Ládví)
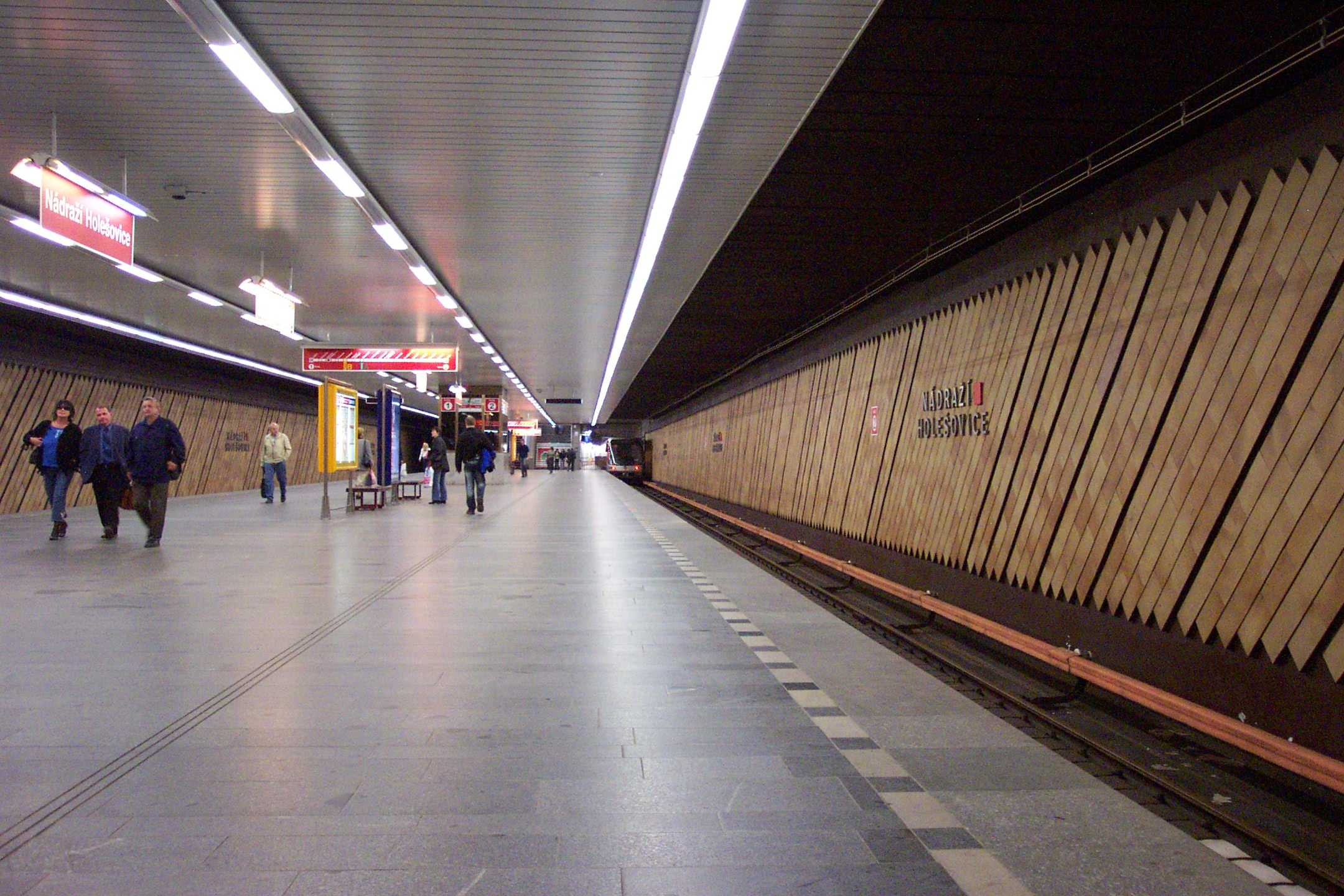
"Вокзал Голешовиці" (Nádraží Holešovice)
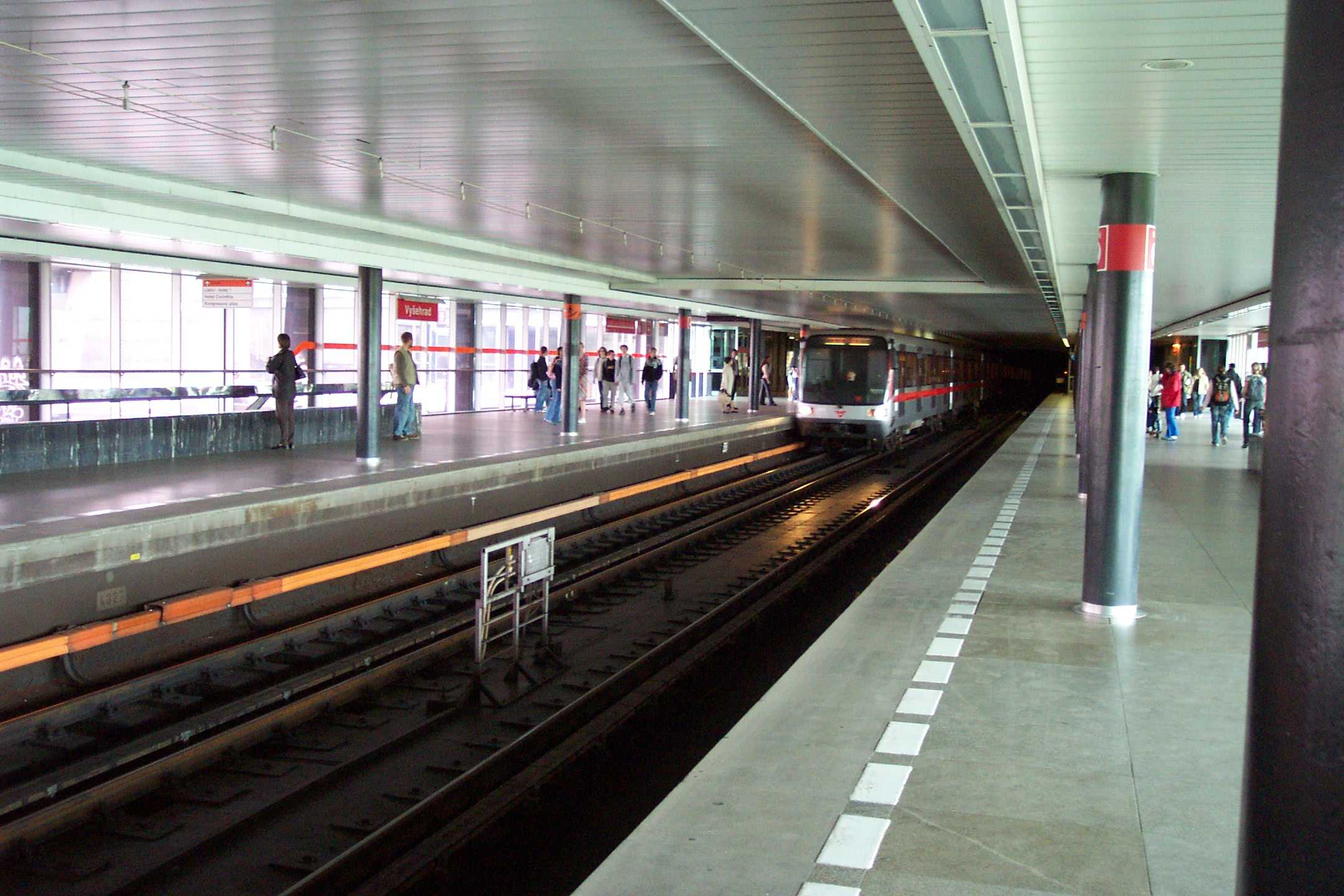
"Вишеград" (Vyšehrad)
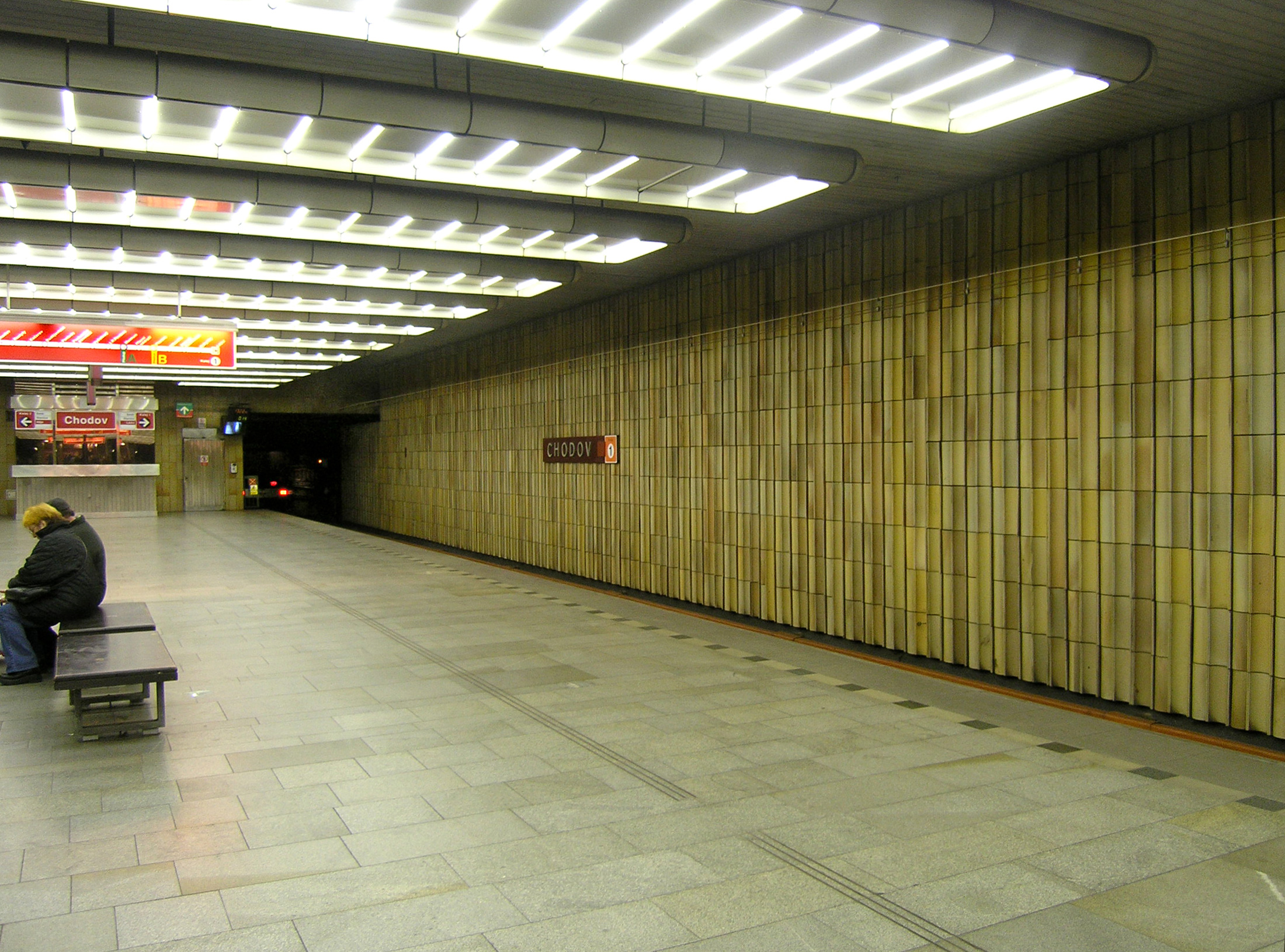
"Ходів" (Chodov)

### Депо

#### Депо Качеров
Депо Качеров (чеськ. Depo Kačerov) — найперше депо, відкрите 9 травня 1974 року з відкриттям системи. Обслуговує лінію С, до 1985 року обслуговувало лінію A, певний час і лінію B. Знаходиться в адміністративному районі Прага 4, займає площу приблизно 13 гектарів.
Площа головного комплексу (4 зали) — 30 725 м², розраховане на розміщення 185 метровагонів. Всього має 22 колії — 15 для обслуговування робочих потягів, 2 для мийки та обдувки і 5 ремонтних.

#### Депо Гостіварж
«Депо Гостіварж» (чеськ. Depo Hostivař) — друге депо, відкрите 1985 року для обслуговування лінії A. Знаходиться в адміністративному районі Прага 10, займає площу приблизно 21,5 га.
Площа головного комплексу (6 зал) — 34 800 м², розраховане на розміщення 200 метровагонів.
26 травня 2006 року у будівлі депо було відкрито однойменну станцію. Хоча вона знаходиться в малонаселеному районі, поруч знаходиться автовокзал, що робить її зручним вузлом пересадки.

#### Депо Злічин
«Депо Злічин» (чеськ. Depo Zličín) — третє депо, відкрите 1994 року для обслуговування лінії B. Знаходиться в західній частині адміністративного району Прага 5, займає площу приблизно 18,3 гектара.
Площа головного комплексу — приблизно 23 000 м², розраховане на розміщення 200 метровагонів (до 2001 року — 150, згодом було розширене). Всього має 23 колії довжиною 210 м.

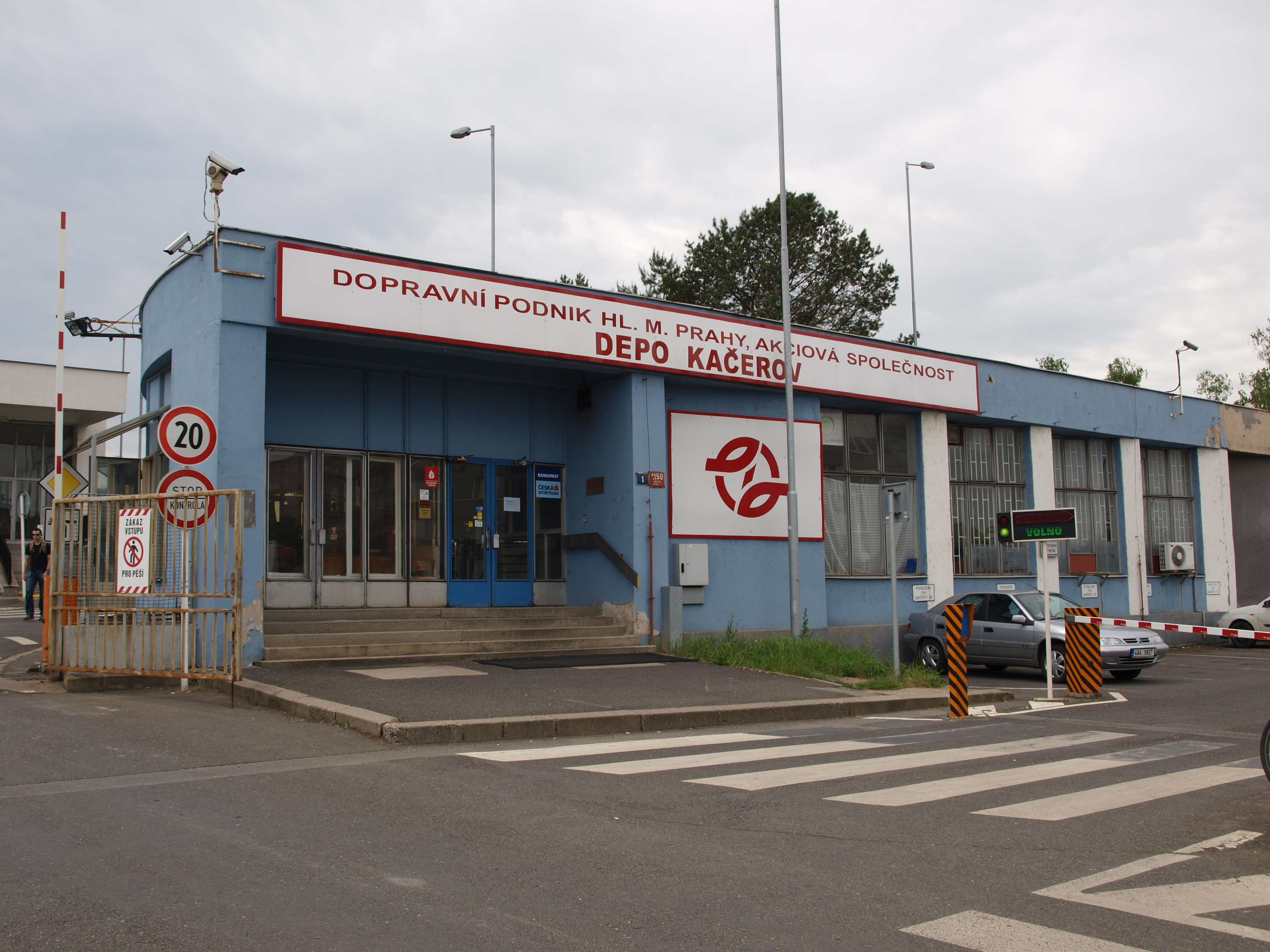
Депо Качеров
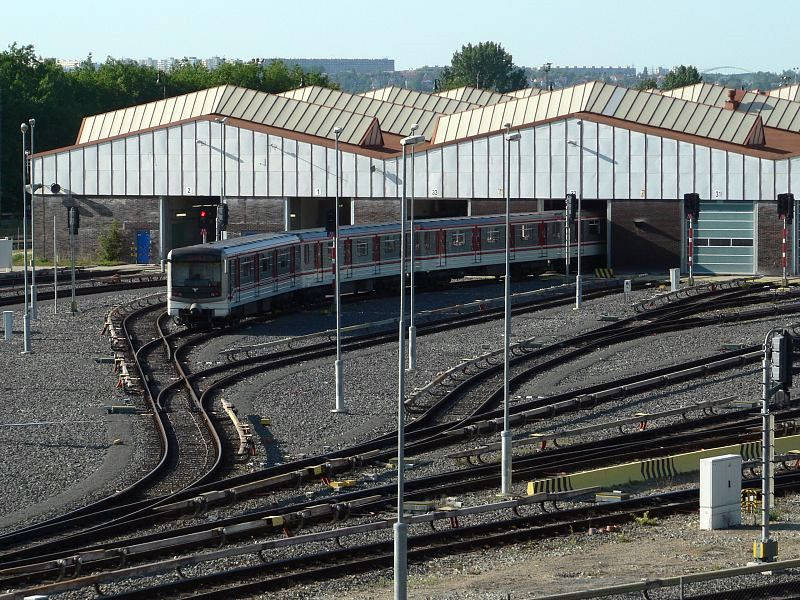
Депо Гостіварж
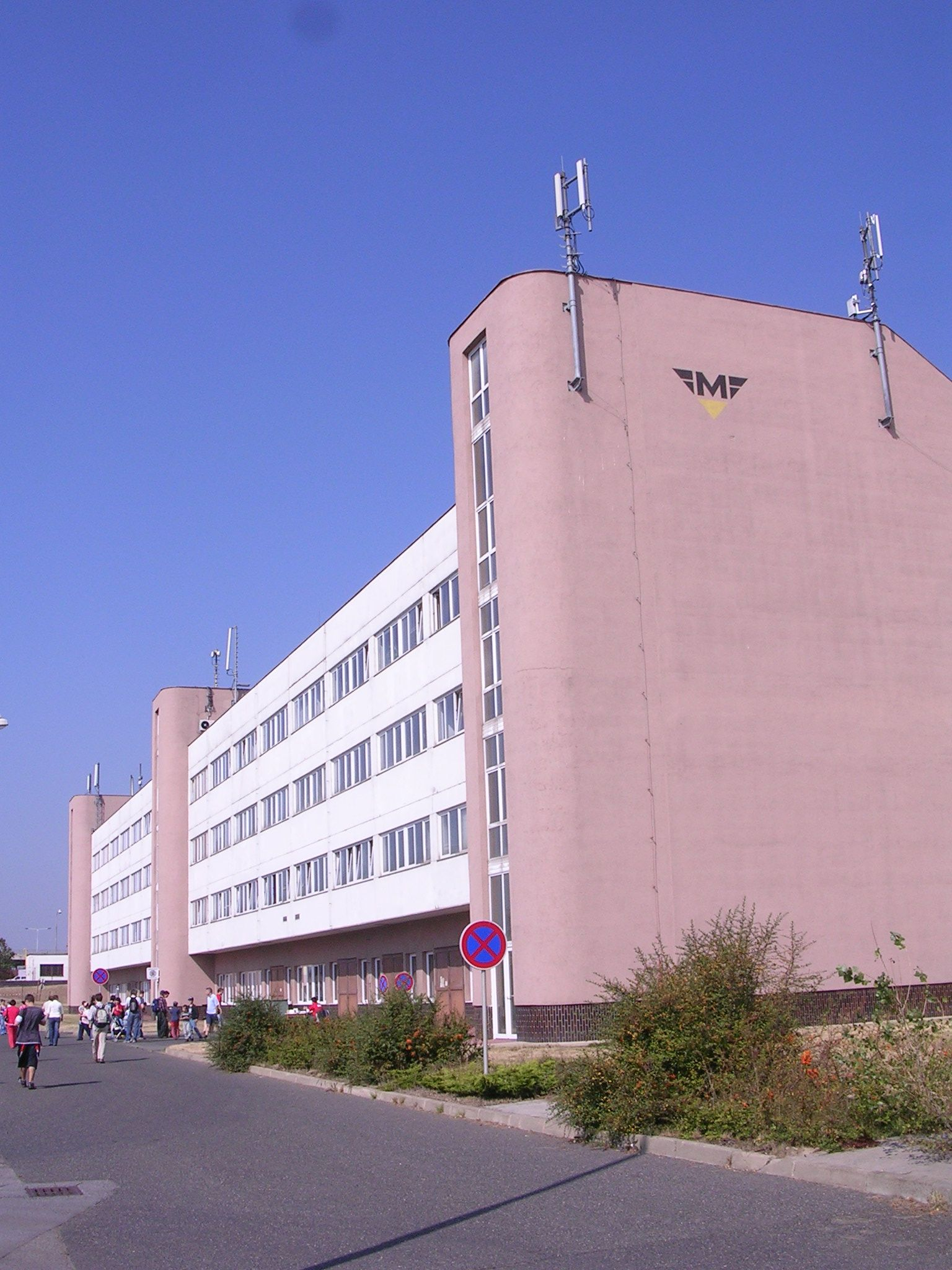
Депо Злічин, день відкритих дверей

## Пасажиропотік
За всю історію в Празькому метро було перевезено більше 10 мільярдів пасажирів. Щоденний пасажиропотік становив близько мільйона людей, що у 2009 році складало 44,8 % від усіх пасажироперевезень у місті. До 1992 року в метро спостерігалося регулярне збільшення щорічної кількості пасажирів, тоді ж було встановлено рекордну цифру в 630 мільйонів. Після цього почався спад, і вже 1996 року цей показник опустився до 406 мільйонів. З 1997 року знову починається поступове зростання.
| Рік  | Пасажиропотік |
| ---- | ------------- |
| 1974 | 38 904 000    |
| 1975 | 63 989 000    |
| 1976 | 95 547 000    |
| 1977 | 102 832 000   |
| 1978 | 144 082 000   |
| 1979 | 206 961 000   |
| 1980 | 216 926 000   |
| 1981 | 254 785 000   |

| Рік  | Пасажиропотік |
| ---- | ------------- |
| 1982 | 259 650 000   |
| 1983 | 269 902 000   |
| 1984 | 272 888 000   |
| 1985 | 335 151 000   |
| 1986 | 410 961 000   |
| 1987 | 431 418 000   |
| 1988 | 446 088 000   |
| 1989 | 459 362 000   |

| Рік  | Пасажиропотік |
| ---- | ------------- |
| 1990 | 472 002 000   |
| 1991 | 556 503 000   |
| 1992 | 629 162 000   |
| 1993 | 554 868 000   |
| 1994 | 531 401 000   |
| 1995 | 413 442 000   |
| 1996 | 406 127 000   |
| 1997 | 407 010 000   |

| Рік  | Пасажиропотік |
| ---- | ------------- |
| 1998 | 408 297 000   |
| 1999 | 428 076 000   |
| 2000 | 423 187 000   |
| 2001 | 442 448 000   |
| 2002 | 416 000       |
| 2003 | 459 000       |
| 2004 | 496 013 000   |
| 2005 | 515 098 000   |

| Рік  | Пасажиропотік |
| ---- | ------------- |
| 2006 | 531 239 000   |
| 2007 | 537 266 000   |
| 2008 | 596 893 000   |
| 2009 | 584 880 000   |
| 2010 | 578 500 000   |
| 2011 | 530 493 000   |

## Оплата проїзду

### Історична довідка
Спочатку всі станції метро були на входах і виходах обладнані монетними турнікетами, які перекривали вхід тим, хто пробував увійти без оплати (не вкидаючи монети) чи пройти у протилежному напрямку. Останні станції, на яких із самого початку ще були такі пристрої, відкрито 3 листопада 1984 року на лінії C: «Влтавська/Vltavská» та «Фучика/Fučíkova». Вартість проїзду становила 1 CZK, і хоча не дозволялася безплатна пересадка на засоби інших видів громадського транспорту, натомість можна було вільно переходити з лінії на лінію метрополітену.
28—29 вересня 1985 року на всіх входах до метро встановлено компостери для квитків марки «Merona» та прибрано турнікети. Зробили таку заміну ще перед відкриттям першої ділянки лінії B. Компостери з самого початку були електронними зчитувачами, в той час як у трамваях та автобусах і далі використовувалися пробивні угорського виробництва. Ціна проїзду упродовж десятиліття поступово зростала, зате пасажири й далі могли їздити з одним квитком усіма лініями метро.
1 червня 1996 року для всіх типів празького громадського транспорту запроваджено часовий тариф. Зміна передбачала можливість безплатної пересадки на різнотипні транспортні засоби й ви́кликала потребу встановити в метро нові компостери марки «Mikroelektronika», адже нові квитки були ширші, ніж попередні, й мали поперечне маркування, а не поздовжнє, як було раніше.

### Поточна система
Для проїзду в метро потрібно придбати та активувати квиток (чеськ. jízdenka) перед посадкою. Спеціальні інспектори мають право перевірити придатність квитка в будь-який момент на території метрополітену чи в іншому громадському транспорті.
Квитки для всіх видів міського транспорту є однаковими. Стандартний квиток коштує 32 крон та дає право на 90-хвилинну поїздку. Квиток вартістю 24 CZK діє протягом 30 хвилин. З грудня 2007 року стандартний квиток можна замовити через SMS.
Також доступні проїзні терміном на 1 добу (110 CZK) та 3 доби (310 CZK), переважно для туристів. На триваліший термін можна придбати місячні проїзні (670 CZK), тримісячні (1480 CZK) та річні (3650 CZK). Для цих проїзних необхідна персональна ідентифікація. Також можливе придбання електронної карти, тзв. «Літачка», при цьому діють знижки для дітей, школярів, студентів та пенсіонерів. Без ідентифікації можна придбати проїзний квиток на місяць за 670 CZK.

## Безпека
З огляду на популярність Празького метрополітену та часті скупчення людей у ньому вживається серія заходів безпеки. Кожна станція обладнана камерою спостереження. У 2001 році було вжито заходи на випадок можливого терористичного акту, як вже було в Москві та Лондоні. Вони полягали, зокрема, у серії тренувань служби безпеки, та закликам (у вигляді постерів у вагонах) до пасажирів бути уважними до підозрілих пакетів.
Після терористичної атаки 11 вересня 2001 року більшість смітників із Празького метро було вилучено з міркувань безпеки. Це дещо погіршило ситуацію з чистотою і порядком на станціях, але згодом їх було відновлено.
На початку XXI століття міською радою Праги було вирішено на майбутнє спрямовувати систему безпеки на випадок терористичного акту чи стихійного лиха, аніж на небезпеку війни, на яку вона була розрахована раніше. Вже на нових станціях стару систему реалізувати не планували, остання ділянка з нею відкрилася 26 червня 2004 року у складі лінії C. Ця важлива зміна для спорудження нових станцій є економнішою і дешевшою на сотні мільйонів крон; на відміну від попередньої (OSM), її встановлення є швидшим. У червні 2005 року на підставі постанови влади № 823 було виділено засоби в розмірі 50 млн чеських крон на впровадження цих заходів.

## Цікаві факти

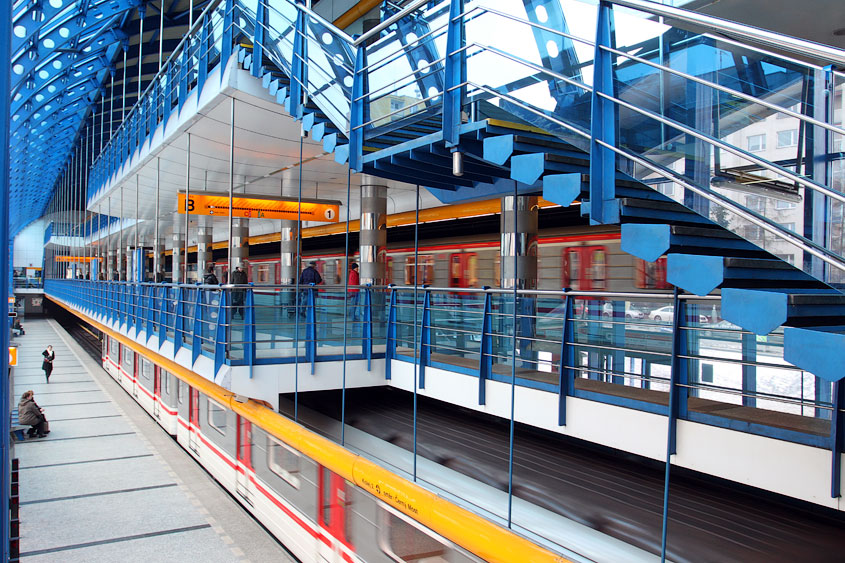
Нетипова конструкція станції «Райська заграда»

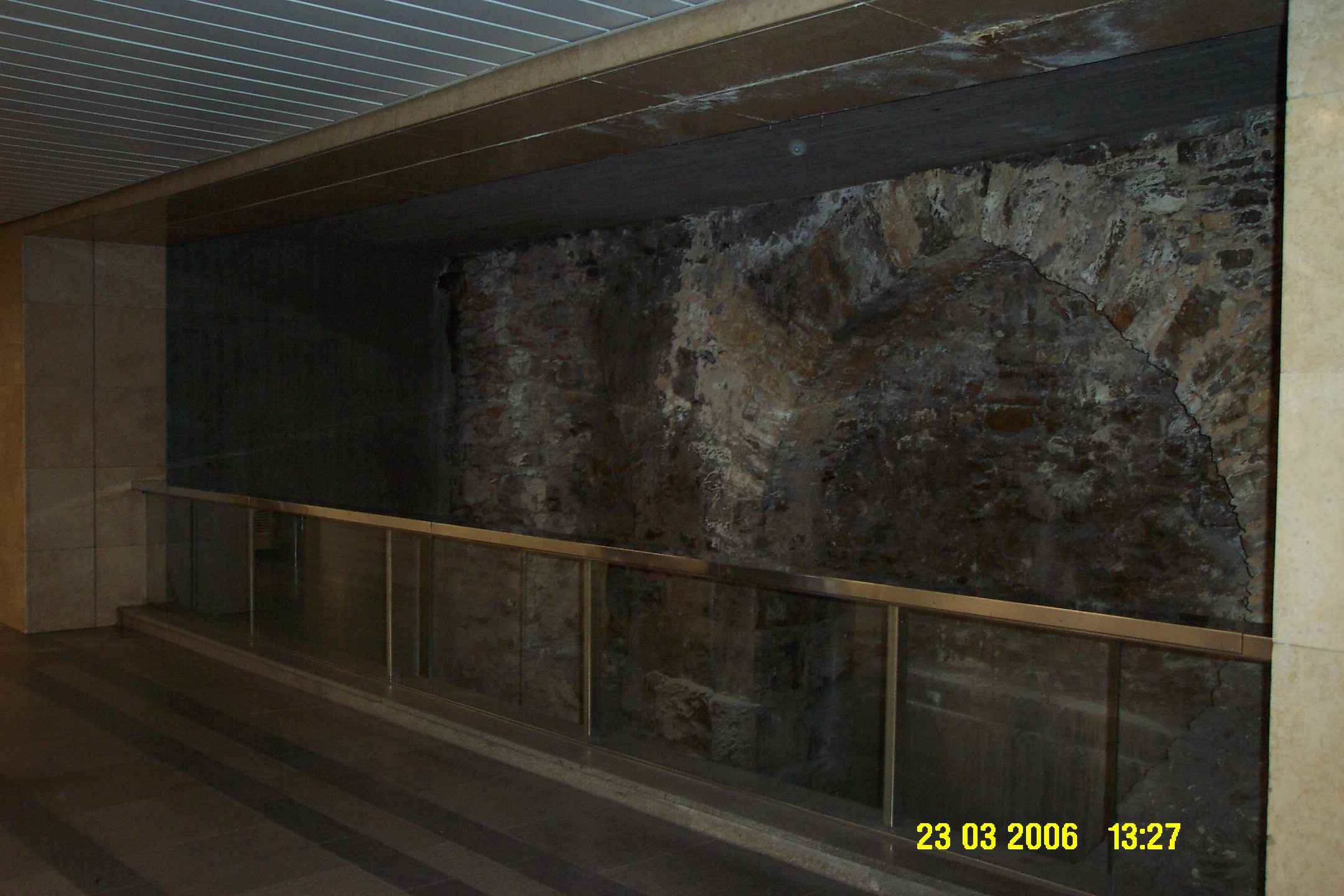
Залишки історичного мосту на станції Мустек

Назва станції «Můstek», що означає «місток», походить від назви території навколо. Походження назви стало відомим лише при спорудженні станції, коли будівельники віднайшли залишки середньовічного мосту. Ці рештки використалися для обладнання станції, зараз їх можна побачити біля північно-західного виходу.
Ескалатор на станції «Площа Миру/Náměstí Míru» має довжину близько 87 метрів при глибині залягання 52 м та є найдовшим у ЄС. Проїзд на ньому займає близько двох з половиною хвилин.
Між станціями «I. P. Pavlova» («І. П. Павлова») та «Vyšehrad» («Вишеград») шлях проходить всередині Нусельського мосту, що пролягає над стрімкою долиною. Цей перегон є найпопулярнішим у всьому метрополітені — протягом робочого дня в середньому його проїжджають 292 000 пасажирів сумарно в обох напрямках.
Станція «Андел/Anděl» до 1990 року була відома як «Moskevská» («Московська»). Вона була відкрита разом зі станцією «Празька» Московського метрополітену з різницею в чотири дні. В оздобленні її використовувалася пропаганда радянсько-чехословацької дружби. Ця станція, як і залізнична «Smíchov», містить деякі з найвідоміших збережених зразків празького мистецтва ери комунізму.
Оригінальною є станція «Райська заграда/Rajská zahrada» (укр. Райський сад). Вона є надземною, причому колії розташовані одна над одною. Платформа обладнана великим куполоподібним дахом у темно-синіх тонах, а конструкція має вигляд циліндра, по діагоналі наполовину вкопаного в землю. За свою унікальність у 1999 році станція була нагороджена премією «Будівля року» (чеськ. Stavba roku).